# ポール・セザンヌ
ポール・セザンヌ（Paul Cézanne, 1839年1月19日 - 1906年10月23日（墓碑には10月22日と記されているが,近年は23日説が有力））は、フランスの画家。当初はクロード・モネやピエール＝オーギュスト・ルノワールらとともに印象派のグループの一員として活動していたが、1880年代からグループを離れ、伝統的な絵画の約束事にとらわれない独自の絵画様式を探求した。ポスト印象派の画家として紹介されることが多く、キュビスムをはじめとする20世紀の美術に多大な影響を与えたことから、しばしば「近代絵画の父」として言及される。

## 概要
南フランスのエクス＝アン＝プロヴァンスに、銀行家の父の下に生まれた。中等学校で下級生だったエミール・ゾラと親友となった。当初は、父の希望に従い、法学部に通っていたが、先にパリに出ていたゾラの勧めもあり、1861年、絵を志してパリに出た（→#出生から学生時代）。パリで、後の印象派を形作るピサロやモネ、ルノワールらと親交を持ったが、この時期の作品はロマン主義的な暗い色調のものが多い。サロン・ド・パリに応募したが、落選を続けた。1869年、後に妻となるオルタンス・フィケと交際を始めた（→#画家としての出発（1860年代））。
ピサロと戸外での制作を共にすることで、明るい印象主義の技法を身につけ、第1回と第3回の印象派展に出展したが、厳しい批評が多かった（→#印象主義の時代（1870年代））。
1879年頃から、制作場所を故郷のエクスに移した。印象派を離れ、平面上に色彩とボリュームからなる独自の秩序をもった絵画を追求するようになった。友人の伝手を頼りに1882年に1回サロンに入選したほかは、公に認められることはなかったが、若い画家や批評家の間では、徐々に評価が高まっていった。他方、長年の親友だったゾラが1886年に小説『制作 L'Œuvre』を発表した頃から、彼とは疎遠になった（→#エクスでの隠遁生活（1880年代））。
1895年に画商アンブロワーズ・ヴォラールがパリで開いたセザンヌの個展が成功し、パリでも知られるようになった（→#個展の開催（1895年））。晩年までエクスで制作を続け、若い画家たちが次々と彼のもとを訪れた。その1人、エミール・ベルナールに述べた「自然を円筒、球、円錐によって扱う」という言葉は、後のキュビスムにも影響を与えた言葉として知られる。1906年、制作中に発病した肺炎で死亡した（→#最晩年（1900年 - 1906年））。
セザンヌはサロンでの落選を繰り返し、その作品がようやく評価されるようになるのは晩年のことであった。本人の死後、その名声と影響力はますます高まり、没後の1907年、サロン・ドートンヌで開催されたセザンヌの回顧展は後の世代に多大な影響を及ぼした。この展覧会を訪れた画家としては、パブロ・ピカソ、ジョルジュ・ブラック、フェルナン・レジェ、アンリ・マティスらが挙げられる。

## 生涯

### 出生から学生時代
1839年1月19日、ポール・セザンヌは、南フランスのエクス＝アン＝プロヴァンスに生まれた。同年2月22日、教区の教会で洗礼を受けた。父のルイ＝オーギュスト・セザンヌ（1798年-1886年）は、最初は帽子の行商人であったが、商才があり、地元の銀行を買収して銀行経営者となった成功者であった。祖先はイタリア出身と考えられる。母アンヌ＝エリザベート・オーベール（1814年-1897年）は、エクスの椅子職人の娘で、もともとルイ＝オーギュストの使用人であった。セザンヌの出生時には2人は内縁関係にあり、1841年に妹マリーが生まれた後、1844年に入籍した。1854年、妹ローズが生まれた。
10歳の時、エクスのサン＝ジョセフ校に入学した。1852年（13歳の時）、ブルボン中等学校に入り、そこで下級生だったエミール・ゾラと友達になった。パリ生まれで親を亡くしていたゾラは、エクスではよそ者で、級友からいじめられていた。セザンヌは、村八分を破ってゾラに話しかけたことで級友から袋叩きに遭い、その翌日、ゾラがリンゴの籠を贈ってきたというエピソードを、後に回想して語っている。もう1人の少年バティスタン・バイユ（後に天文学者）も併せた3人は、親友として絆を深めた。彼らは、散歩、水泳を楽しみ、ホメーロス、ウェルギリウスの詩、ヴィクトル・ユーゴー、アルフレッド・ド・ミュッセへの情熱を共有した。セザンヌは、同校に6年間在籍する間、1857年にエクスの市立素描学校に通い始め、ジョゼフ・ジベールに素描を習った。1858年11月にバカロレアに合格すると、1861年まで、父の希望に従い、エクス大学の法学部に通い、同時に素描の勉強も続けていた。そのうち、徐々に、画家になりたいという夢を持つようになった。父が1859年に購入した別荘ジャス・ド・ブッファンの1階の壁画に、四季図と父の肖像画を描いた。
セザンヌは、法律の勉強にはなじめず、次第に大学の勉強を怠けるようになった。1858年2月、ゾラがパリの母親のもとに発ち、残されたセザンヌは、ゾラとの文通を始め、詩や恋愛について語り合った。ゾラは、絵の道に進むかどうか迷うセザンヌに、早くパリに出てきて絵の勉強をするようにと繰り返し勧めている。ゾラからセザンヌ宛ての手紙には「勇気を持て。まだ君は何もしていないのだ。僕らには理想がある。だから勇敢に歩いていこう。」、「僕が君の立場なら、アトリエと法廷の間を行ったり来たりすることはしない。弁護士になってもいいし、絵描きになってもいいが、絵具で汚れた法服を着た、骨無し人間にだけはなるな。」とあった。

### 画家としての出発（1860年代）

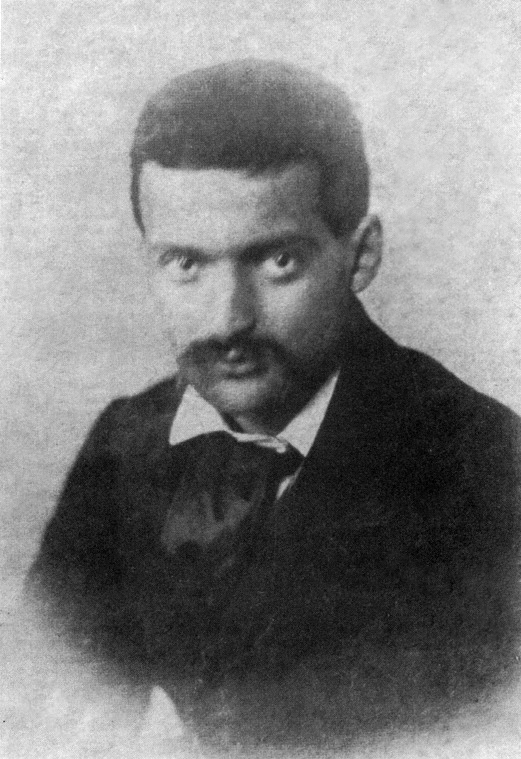
1861年頃（22歳頃）の写真。

セザンヌは、ゾラの勧めもあって、大学を中退し、絵の勉強をするために1861年4月にパリに出た。ルーヴル美術館でベラスケスやカラヴァッジオの絵に感銘を受けた。しかし、官立の美術学校（エコール・デ・ボザール）への入学が断られたため、画塾アカデミー・シュイスに通った。ここで、カミーユ・ピサロやアルマン・ギヨマンと出会った。朝はアカデミー・シュイスに通い、午後はルーヴル美術館か、エクス出身の画家仲間ジョセフ・ヴィルヴィエイユのアトリエでデッサンをしていたという。そのほか、ゾラや、同じくエクス出身の画家アシル・アンプレールと交友を持った。セザンヌは、アカデミー・シュイスで、田舎者らしい粗野な振る舞いや、仕事への集中ぶりで、周囲の笑いものになっており、ピサロによれば、「美術学校から来た無能どもがこぞってセザンヌの裸体素描をこけにしていた」という。
同年9月には、成功の夢が遠いのを感じ、ゾラの引き留めにもかかわらず、エクスに帰ってしまった。エクスでは、父の銀行で働きながら、美術学校に通った。後年、セザンヌは、この時の話題には触れたがらなかったようである。銀行勤めはうまく行かず、翌1862年秋、再びパリを訪れ、アカデミー・シュイスで絵を勉強した。この時、クロード・モネやピエール＝オーギュスト・ルノワールと出会ったようである。また、エクス出身の彫刻家で終生の友人となったフィリップ・ソラーリとも知り合い、共同生活を送った。ロマン主義のウジェーヌ・ドラクロワ、写実主義のギュスターヴ・クールベ、後に印象派の父と呼ばれるエドゥアール・マネらから影響を受けた。この時期（1860年代）の作品は、ロマン主義的な暗い色調のものが多い。
1863年、ナポレオン3世が開いた落選展に、マネが『草上の昼食』を出品してスキャンダルを巻き起こし、セザンヌもこれを見たと思われるが、セザンヌ自身が出品した記録はない。1865年には、サロン・ド・パリに応募したが、落選した。応募の時、ピサロに、「学士院の連中の顔を怒りと絶望で真っ赤にさせてやるつもりです」と書いている。ゾラは、同年12月、セザンヌに捧げる小説『クロードの告白』を出版し、当局の検閲に遭った。このことを機に、ゾラは『レヴェヌマン』紙に転職した。
1866年のサロンには、友人アントニー・ヴァラブレーグの肖像画を提出したが、審査員シャルル＝フランソワ・ドービニーの熱心な擁護にもかかわらず、再度落選した。セザンヌは、美術総監エミリアン・ド・ニューウェルケルク伯爵に、これに抗議し落選展の開催を求める手紙を送った。ゾラは、『レヴェヌマン』紙に連載したサロン評ではセザンヌについて一言も触れていないが、同年5月には、サロン評をまとめた『わがサロン』を刊行し、その序文でセザンヌに触れるなど、ゾラとの強い友情は続いていた。セザンヌは、同年5月から8月まで、セーヌ川沿いの小村ベンヌクールで制作活動を行ったが、ここを訪れたゾラは、「セザンヌは仕事をしている。彼はその性格の赴くままに、ますます独創的な道を突き進んでいる。彼には大いに希望が持てるよ。とはいっても、彼は向こう10年は落選するだろうとも僕らは踏んでいるんだ。今、彼はいくつかの大作を、4メートルから5メートルはある画布の作品をやろうと目論んでいる。」と友人に報告している。美術批評家としての地位を確立しつつあったゾラは、マネを囲む革新的画家がたむろするカフェ・ゲルボワの常連となり、セザンヌもこれに加わった。もっとも、セザンヌは、都会の機知に富む会話の場にはなじめなかったようである。
1867年のサロンにも落選した。シスレー、バジール、ピサロ、ルノワールといった仲間たちも軒並み同様の目に遭った。1868年のサロンでは、審査員ドービニーの尽力により、マネ、ピサロ、ドガ、モネ、ルノワール、シスレー、ベルト・モリゾといった仲間たちが入選したが、セザンヌだけは再び落選であった。カフェ・ゲルボワのメンバーの中でも、サロンに対する考えは様々であったが、セザンヌは、当たり障りのない作品を送って入選を目指すのではなく、最も攻撃的な作品を送って、自分たちを拒否している審査委員会の方が悪いことを明らかにすべきだとの考えの持ち主であった。
1869年、後に妻となるオルタンス・フィケ（当時18歳）と知り合い、後に同棲するが、厳格な父を恐れ彼女との関係を隠し続けた。父からの月200フランの仕送りで2人の生活を支えなければならず、経済的には苦しくなった。
1870年のサロンには、画家仲間アシル・アンプレールを描いた肖像画を応募し、またも落選した。この年の7月19日に普仏戦争が勃発したが、母がエクスから約30キロ離れ地中海に面した村エスタックに用意してくれた家にフィケとともに移り、兵役を逃れた。

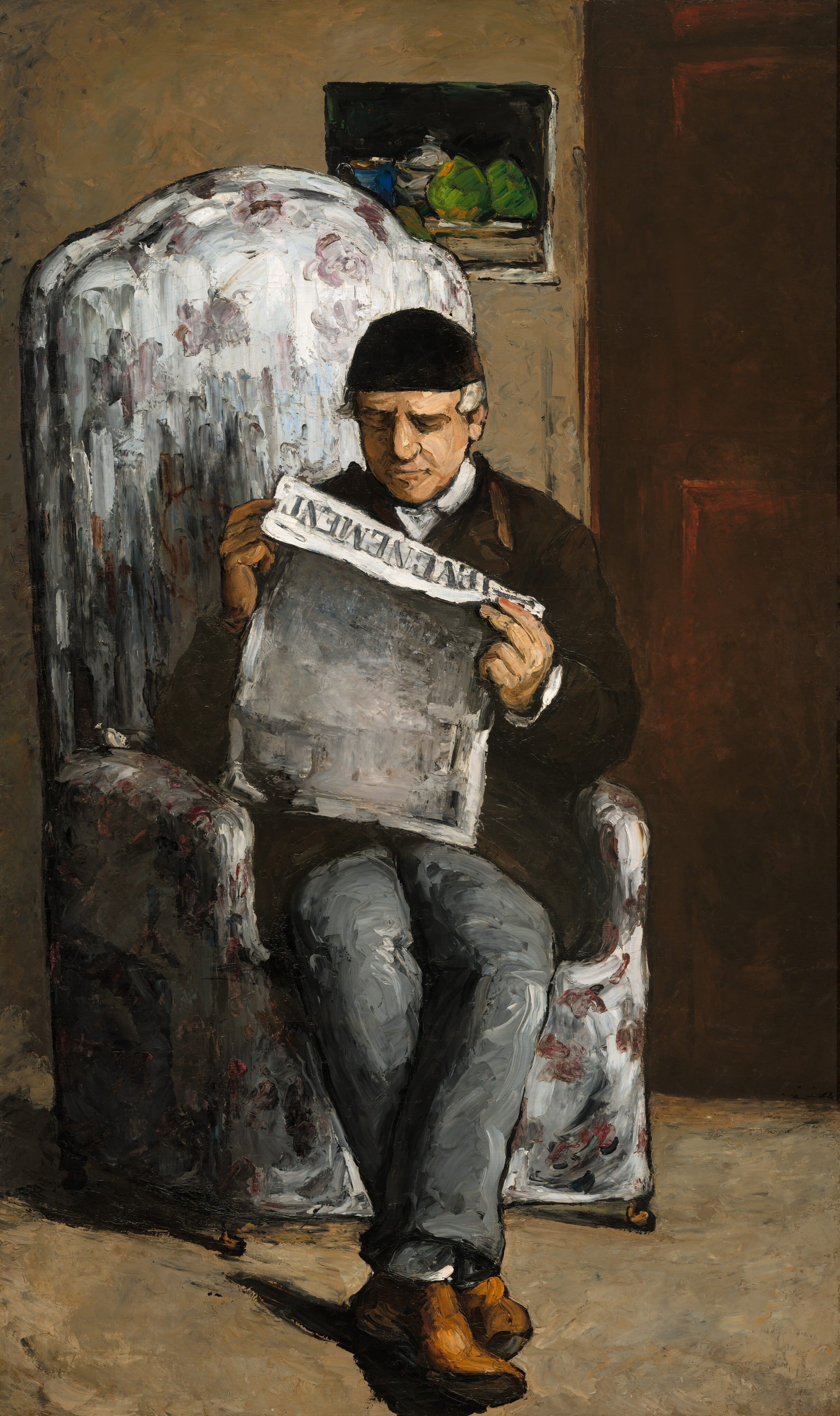
『「レヴェヌマン」紙を読む画家の父』1866年、198.5 × 119.3 cm。ナショナル・ギャラリー (ワシントン)。
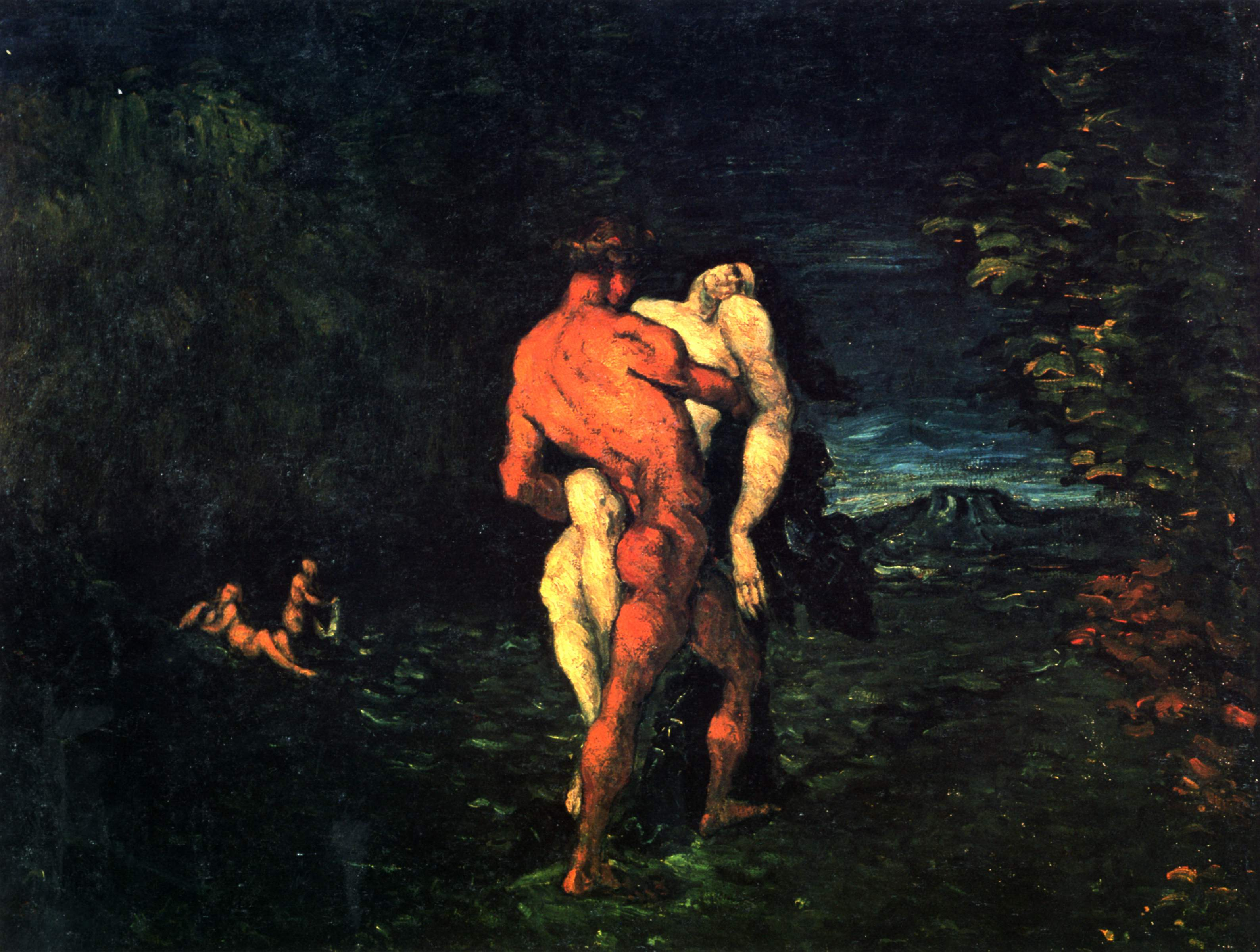
『略奪』1867年頃、90.5 × 117 cm。フィッツウィリアム美術館。
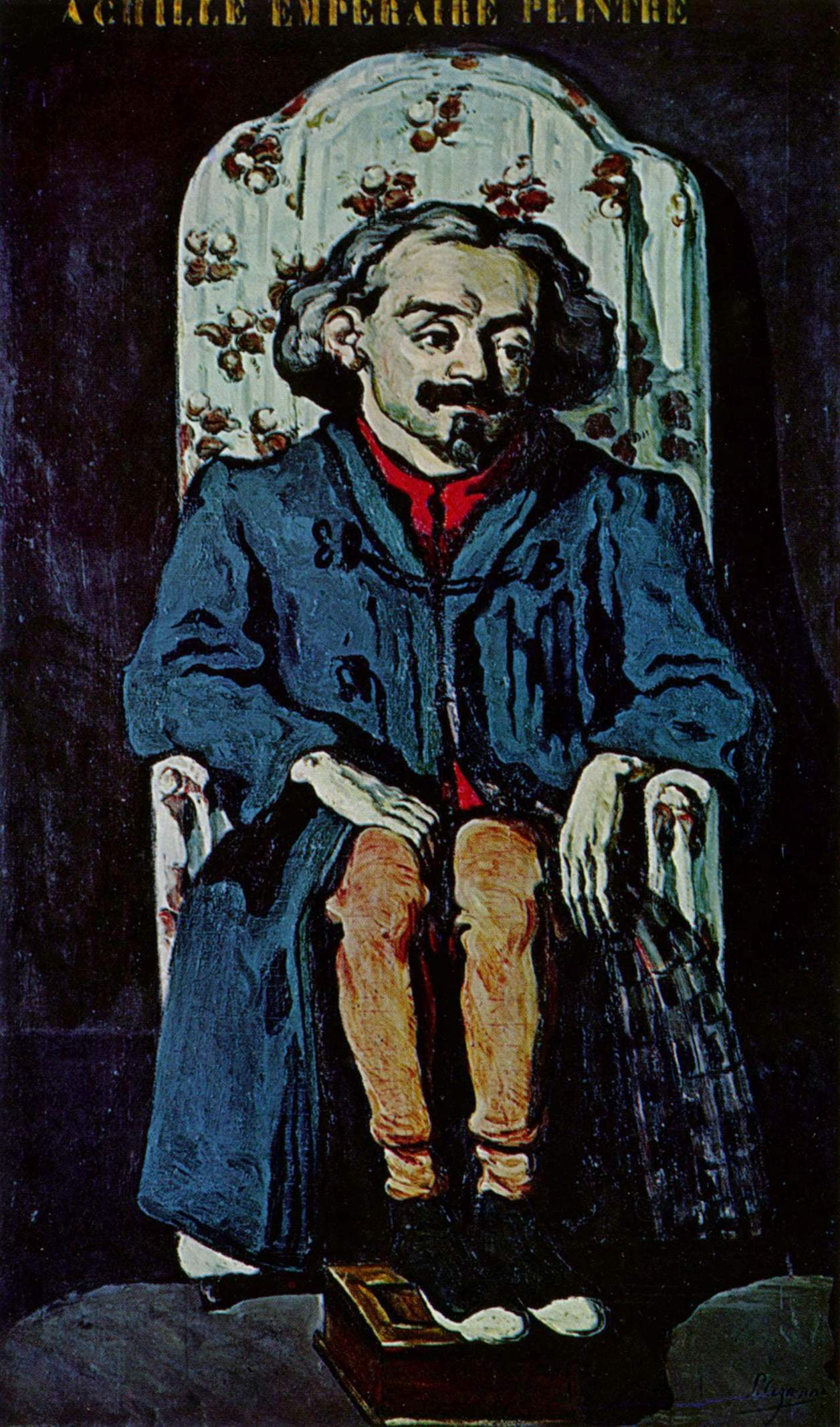
『アシル・アンプレールの肖像』1868年頃、200 × 120 cm。オルセー美術館。
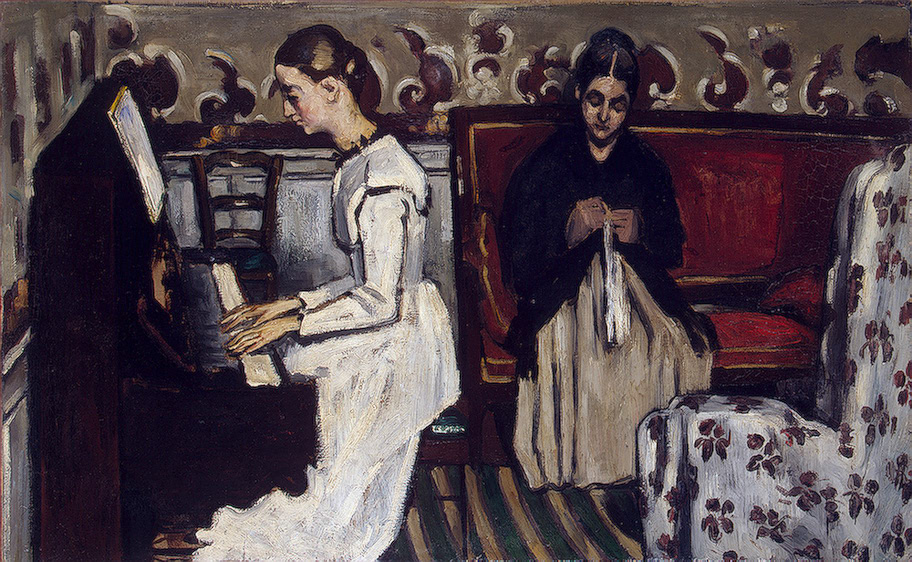
『ピアノを弾く若い娘』（『タンホイザー序曲』）1869-70年頃、57 × 92 cm。エルミタージュ美術館。
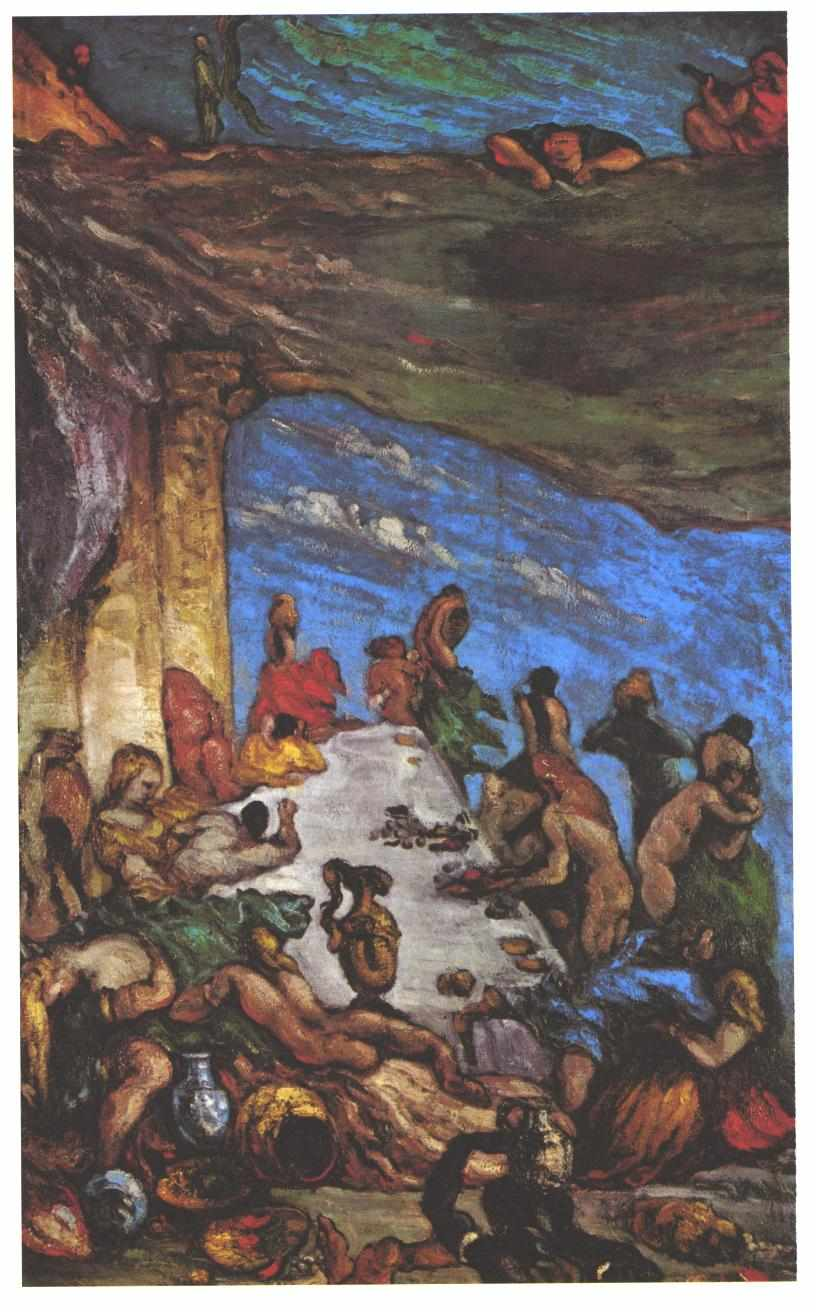
『饗宴』1870年頃、130 × 81 cm。個人コレクション。
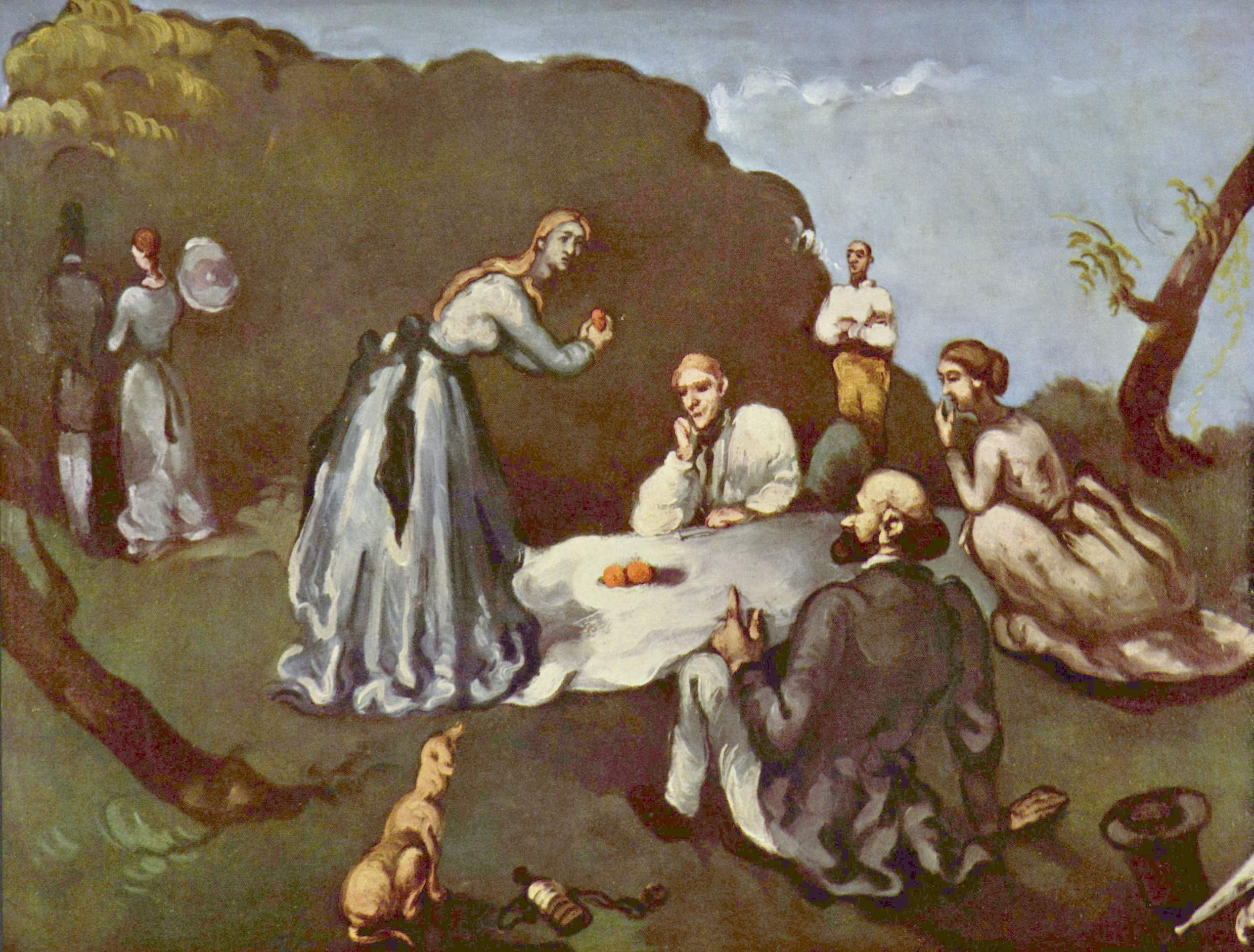
『草上の昼食』1870-71年頃、60 × 81 cm。個人コレクション。
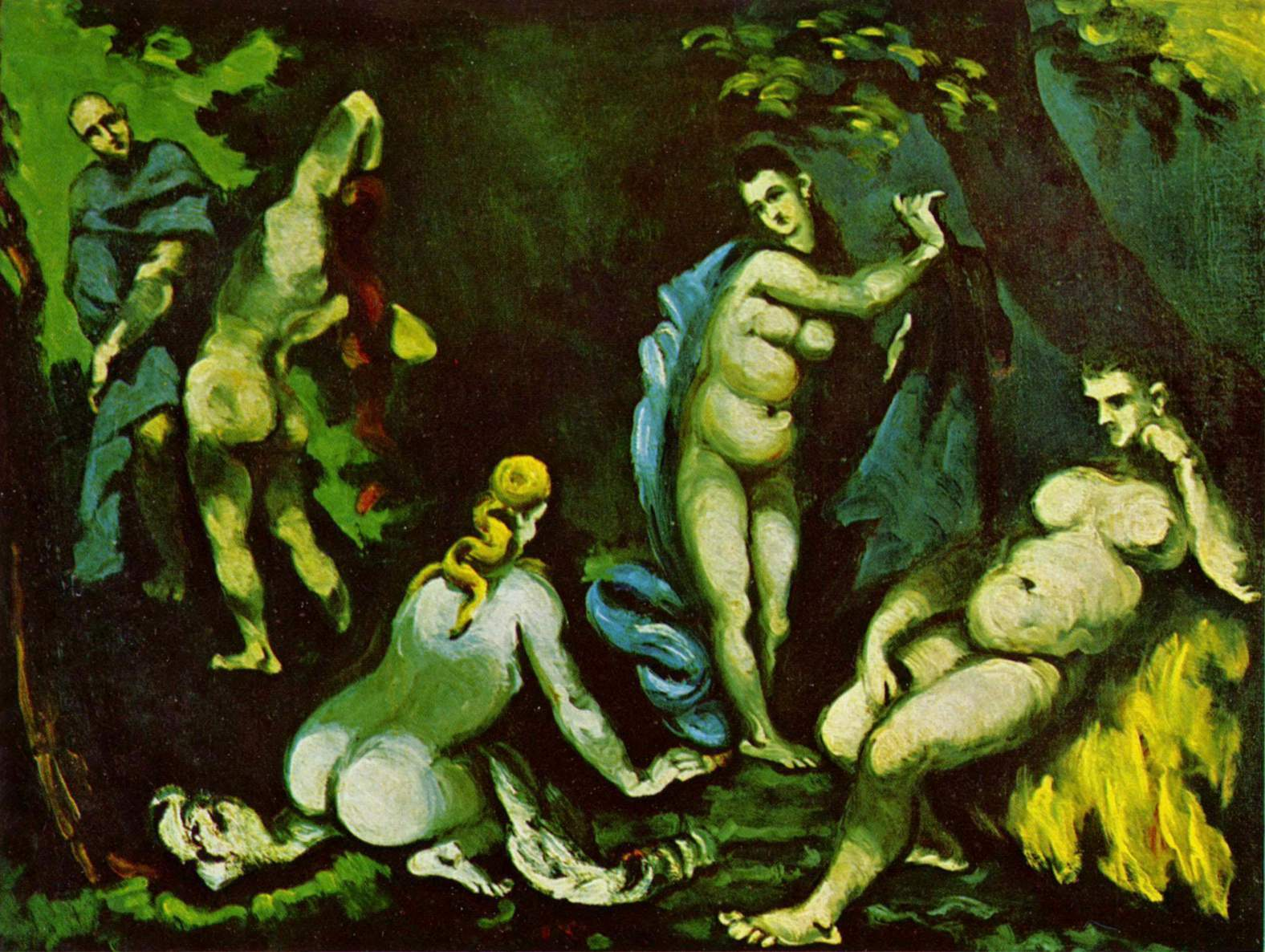
『聖アントワーヌの誘惑』1870年頃。油彩、キャンバス、52 × 73 cm。ビュールレ・コレクション。
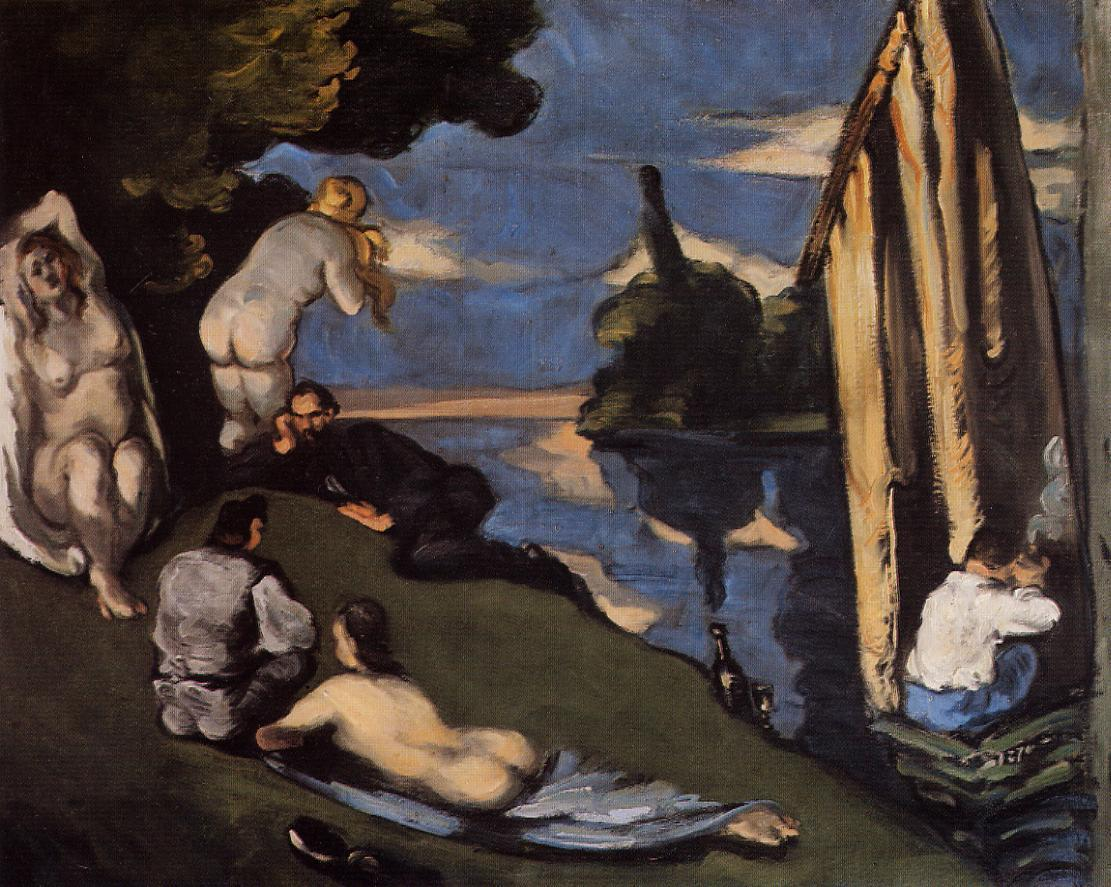
『田園詩』1870年頃、65 × 81 cm。オルセー美術館。

### 印象主義の時代（1870年代）

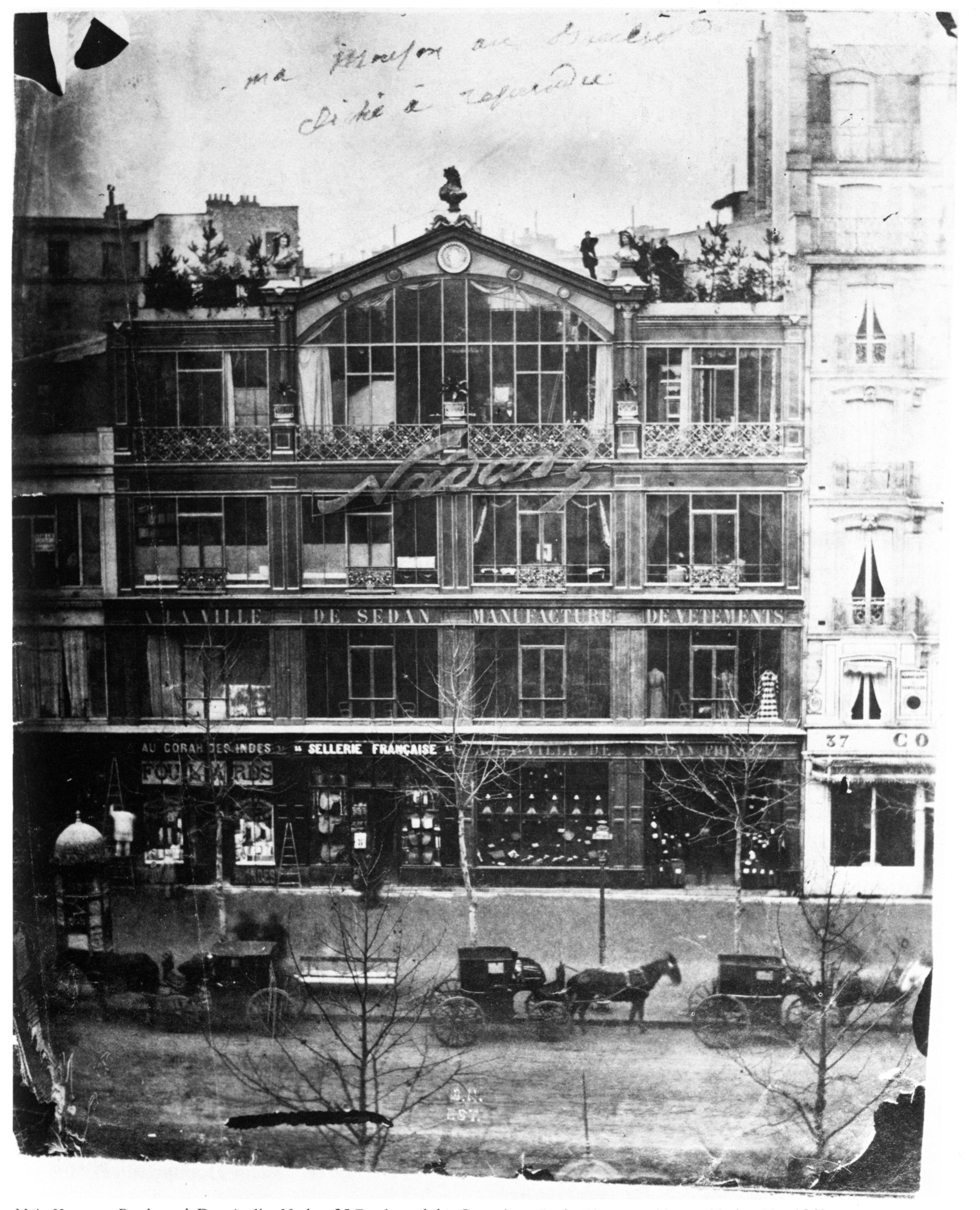
1874年（当時35歳）、第1回印象派展が行われたパリのナダール写真館。

パリ・コミューンの混乱が終わり、フランス第三共和政が発足すると、パリを逃れていた画家たちが戻ってきた。セザンヌも、1872年夏にはエスタックからパリに戻ったようである。同年、フィケと1月に生まれたばかりの息子ポールを連れてパリ北西のポントワーズに移り、ピサロとイーゼルを並べて制作した。そのすぐ後、ピサロとともに近くのオーヴェル＝シュル＝オワーズに移り住んだ。ここでアマチュア画家の医師ポール・ガシェとも親交を結んだ。1873年にパリ・モンマルトルに店を開いた絵具商タンギー爺さんことジュリアン・タンギーも、ピサロの紹介で知り合ったセザンヌの作品を熱愛した。セザンヌは、この時期にピサロから筆触分割などの印象主義の技法を習得し、セザンヌの作品は明るい色調のものが多くなった。セザンヌは、印象派からの影響について、後年次のように語っている。
また、これに続けて、モネについて、「モネは一つの眼だ、絵描き始まって以来の非凡なる眼だ。私は彼には脱帽するよ。」とも語っている。

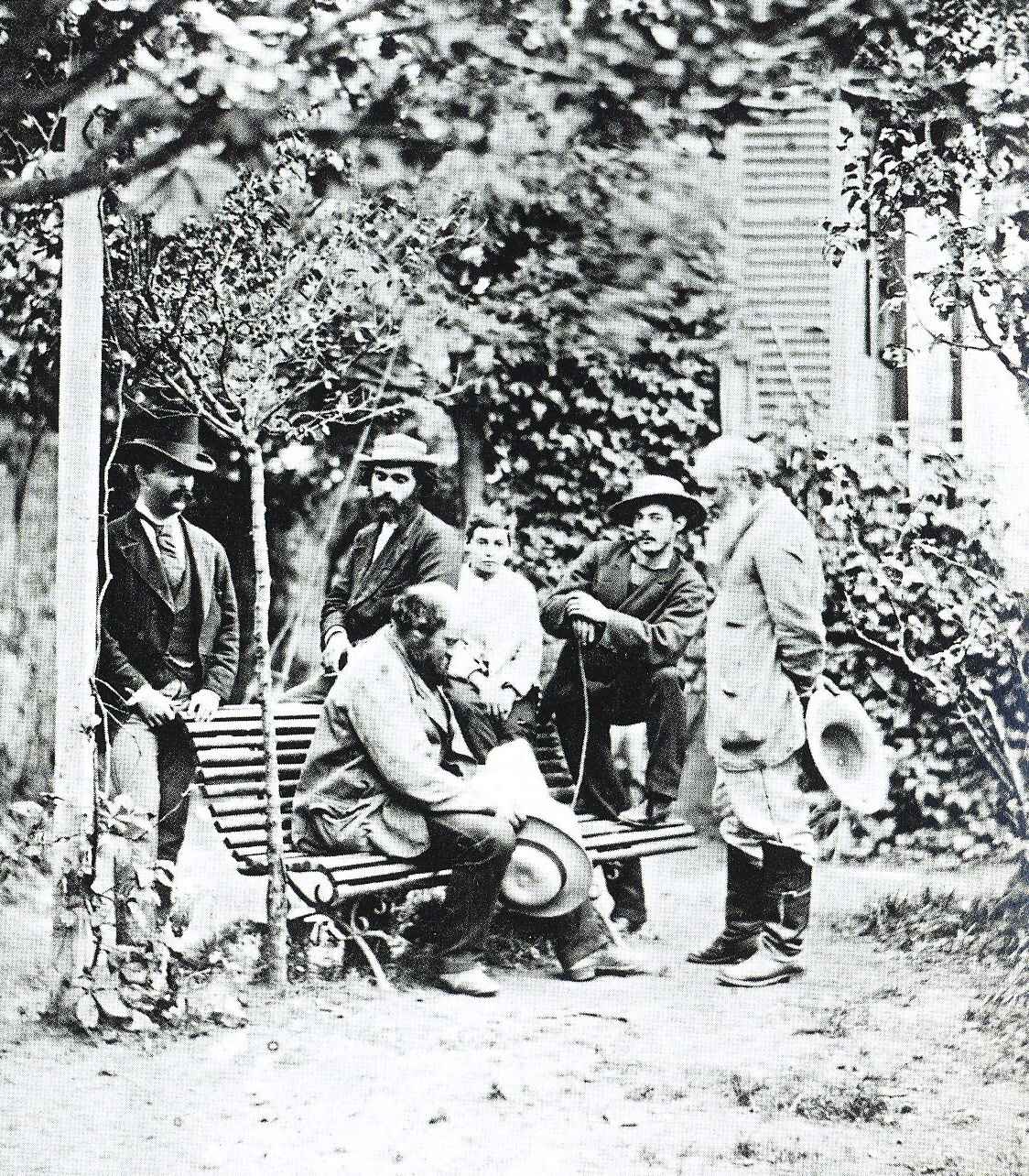
1877年、ポントワーズのピサロ（右端＝47歳）の家の庭で、ベンチに腰掛けるセザンヌ（38歳）。

1874年、モネ、ドガらが開いたグループ展に『首吊りの家』、『モデルヌ・オランピア』など3作品を出品した。『モデルヌ・オランピア』は、マネの『オランピア』に対抗して、より明るい色調と速いタッチで近代の絵画の姿を示そうとした作品であった。この展覧会は、後に第1回印象派展と呼ばれることになるが、モネの『印象・日の出』を筆頭に、世間から酷評された。セザンヌの『モデルヌ・オランピア』も、新聞紙上で「腰を折った女を覆った最後の布を黒人女が剥ぎとって、その醜い裸身を肌の茶色いまぬけ男の視線にさらしている」と書かれるなど、厳しい酷評・皮肉が集中した。他方、ゾラは、マルセイユの新聞「セマフォール・ド・マルセイユ」に、無署名記事で、「その展覧会で心打たれた作品は多いが、中でも、ポール・セザンヌ氏の非常に注目すべき一風景画をここに特筆しておきたい。［……］その作はある偉大な独創性を証明していた。ポール・セザンヌ氏は長年苦闘を続けているが、真に大画家の気質を示している。」と援護している。また、『首吊りの家』は、アルマン・ドリア伯爵に300フランの高値で買い上げられた。セザンヌは、この年の秋に母に書いた手紙で、「私が完成を目指すのは、より真実に、より深い知に達する喜びのためでなければなりません。世に認められる日は必ず来るし、下らないうわべにしか感動しない人々より、ずっと熱心で理解力のある賛美者を獲得するようになると本当に信じてください。」と自負心を表している。
その後、パリとエクスの間を行ったり来たりした。1876年の第2回印象派展には出品していない。辛辣な批評に自信を失って出品を断ったとも言われるが、サロンに応募を続けるセザンヌの姿勢が、グループ展に参加するからにはサロンに応募すべきではないというエドガー・ドガの方針に反したためとも言われる。
絵画収集家ヴィクトール・ショケの励ましもあり、1877年の第3回印象派展に、油彩13点、水彩3点の合計16点を出品した。ここには、既に、肖像画、風景画、静物、動物、水浴図、物語的構成図という、セザンヌが扱う主題が全て含まれていた。その中に含まれていたショケの肖像は再び厳しい批評にさらされたが、一方で、「『水浴図』を見て笑う人たちは、私に言わせればパルテノンを批判する未開人のようだ」と述べたジョルジュ・リヴィエールのほか、ルイ・エドモン・デュランティ、テオドール・デュレのように、セザンヌの作品を賞賛する批評家も現れた。ゾラも、「セマフォール・ド・マルセイユ」紙に「ポール・セザンヌ氏は確かに、このグループ［印象派］で最高の偉大な色彩画家である」との賛辞を書いている。

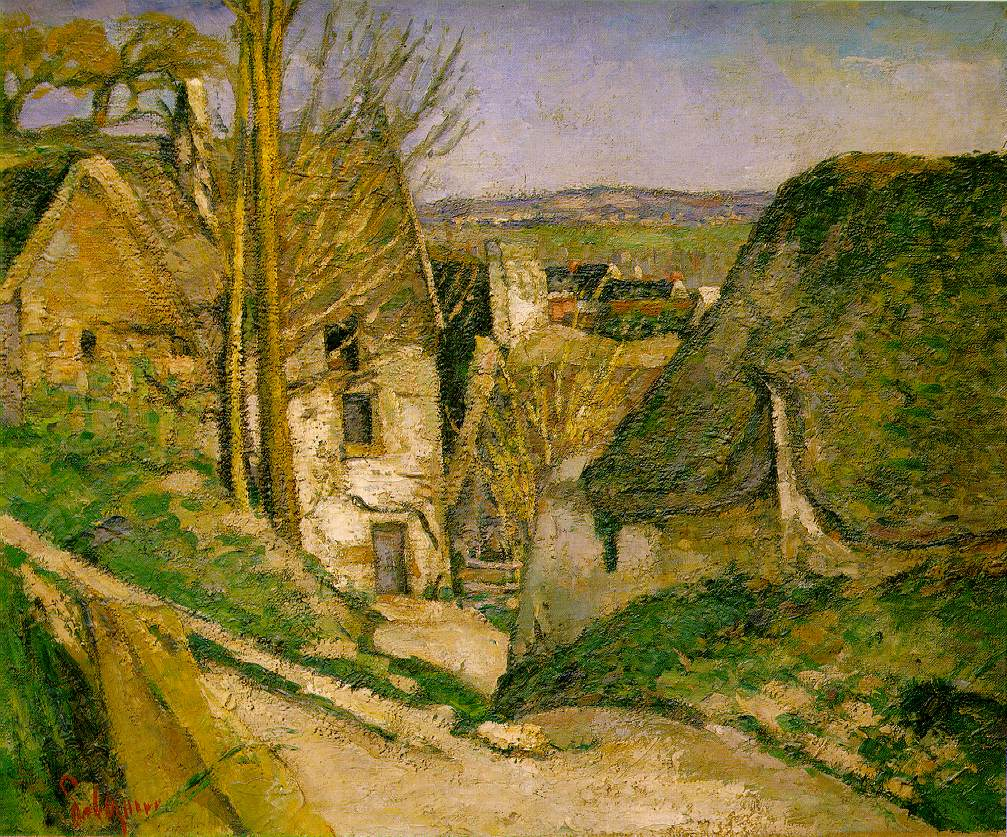
『オーヴェルの首吊りの家』1872-73年、55 × 66 cm。オルセー美術館。
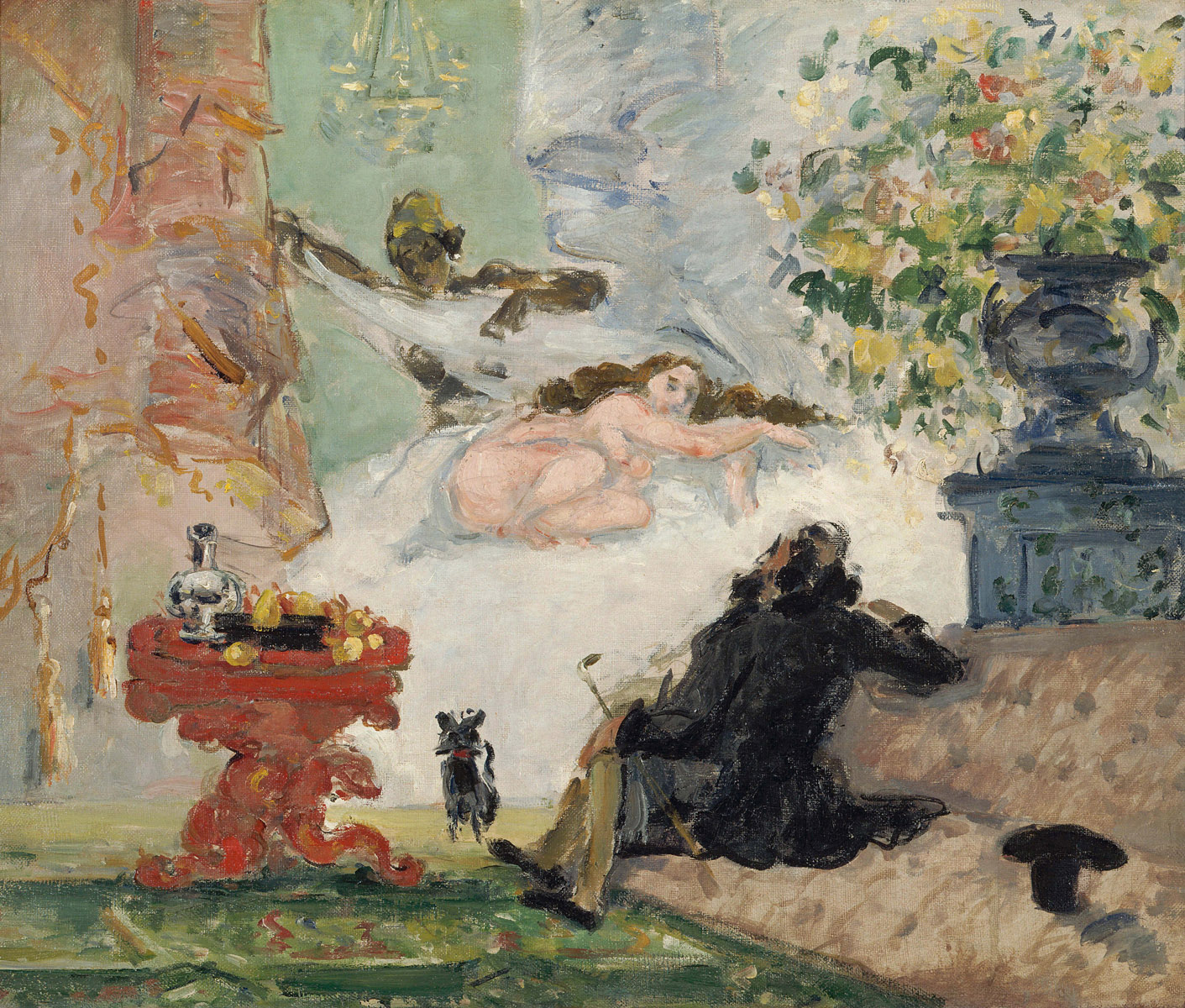
『モデルヌ・オランピア』（第2作）1873年頃、46 × 55 cm。オルセー美術館。
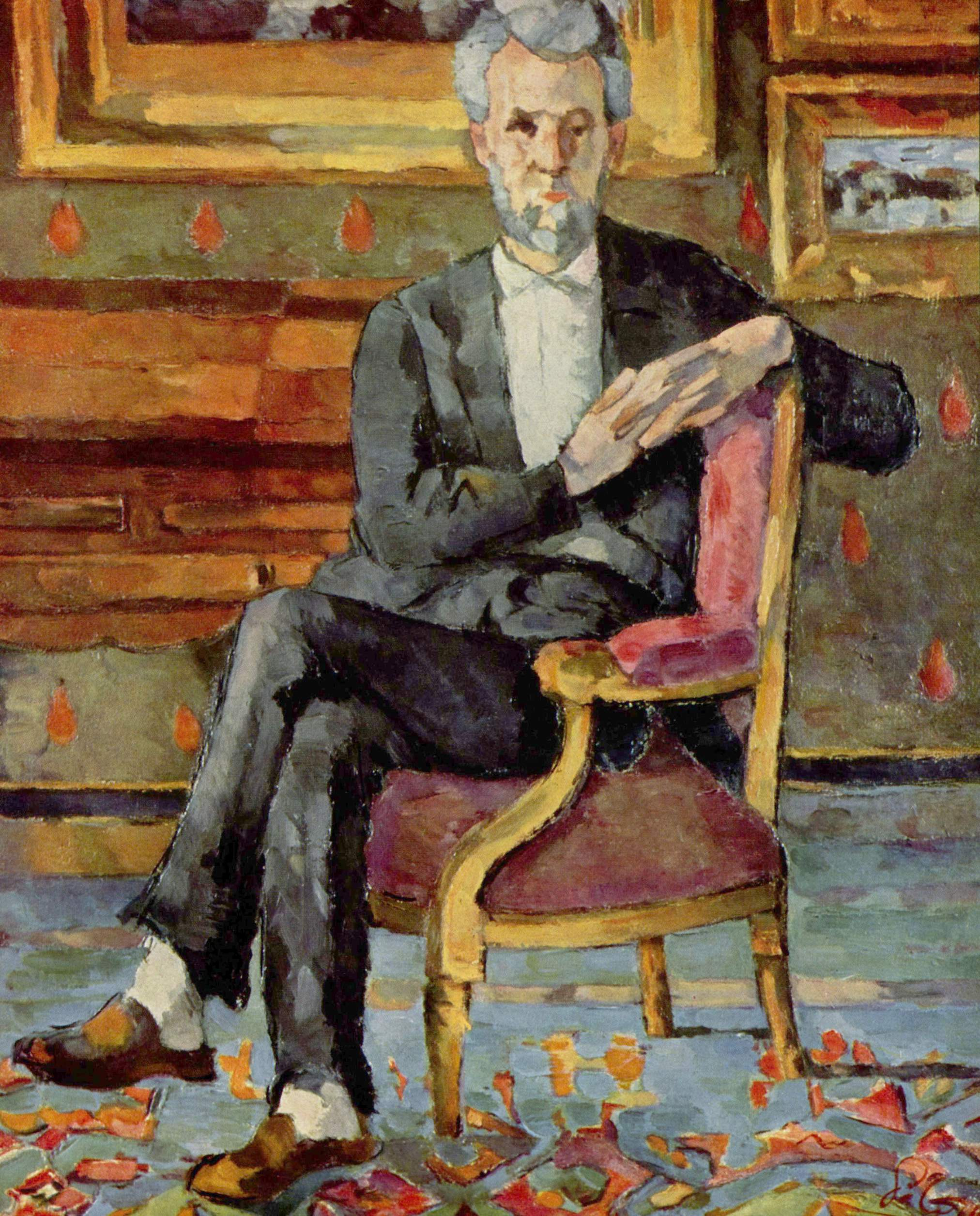
『肘掛け椅子に座るヴィクトール・ショケ』1877年、46 × 38 cm。コロンバス美術館。
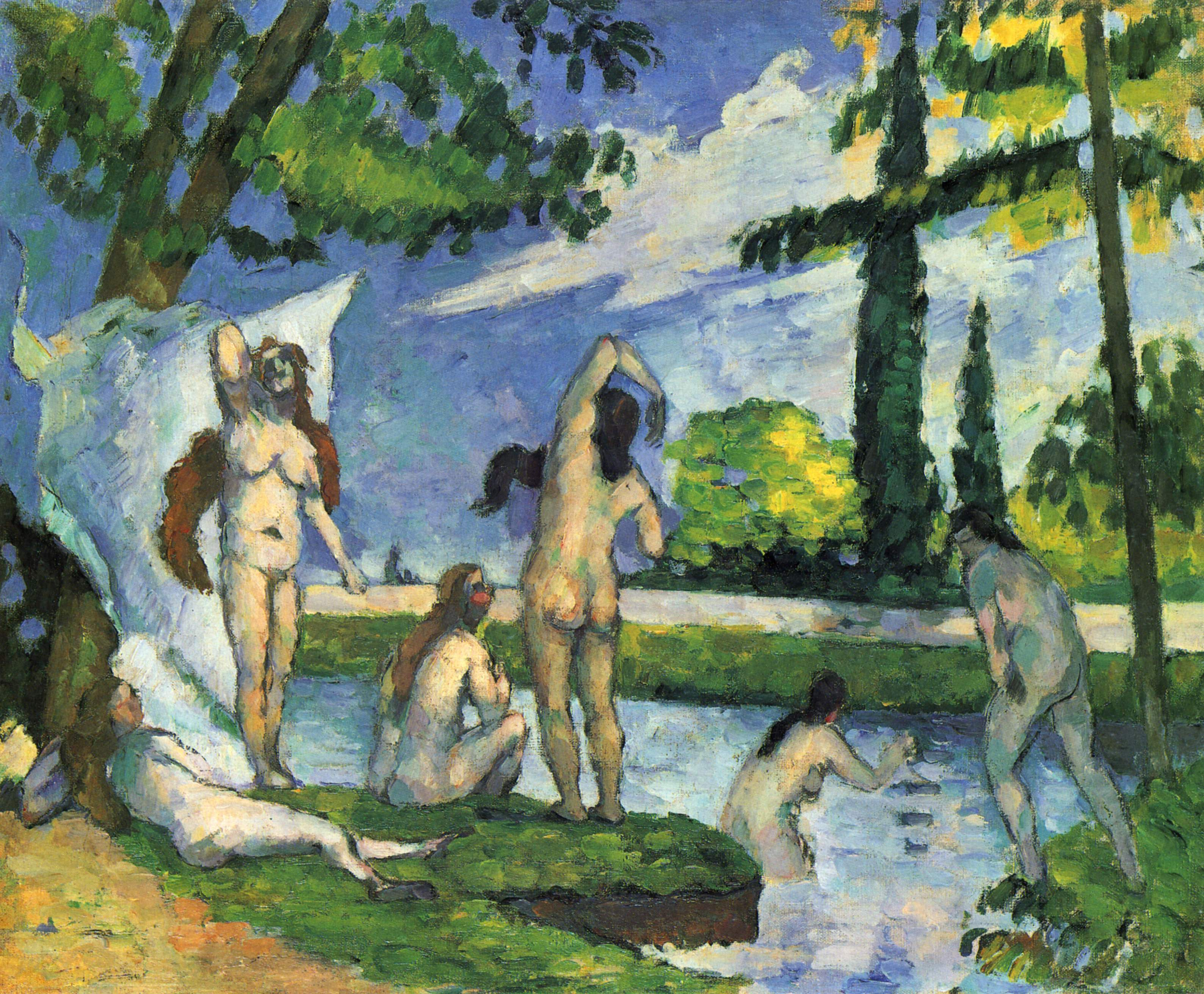
『女性水浴図』1875-77年、38.1 × 46 cm。メトロポリタン美術館。
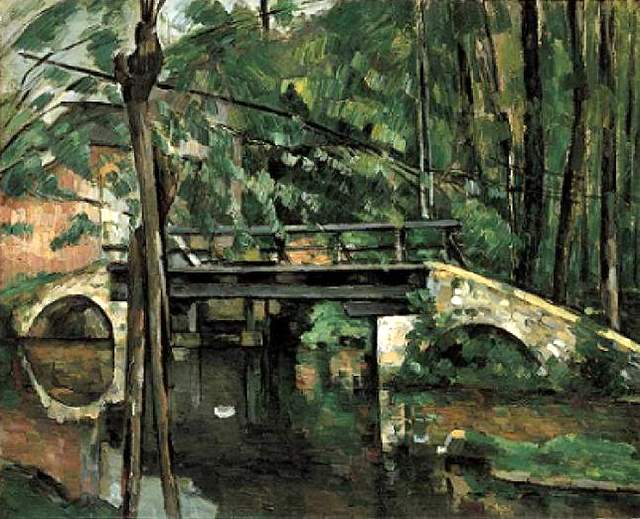
『マンシーの橋』1879-80年、60 × 73 cm。オルセー美術館。

### エクスでの隠遁生活（1880年代）
セザンヌは、1878年頃から、時間とともに移ろう光ばかりを追いかけ、対象物の確固とした存在感がなおざりにされがちな印象派の手法に不満を感じ始めた。
そして、セザンヌは、モネ、ルノワール、ピサロとの友情は保ちながらも、第4回印象派展以降には参加していない。1879年4月、ピサロに対し、「私のサロン応募のことで論争が起こっている折から、私は印象派展覧会に参加しない方がよいのではないかと考えます。また他方では、作品搬入の面倒さから来る苦労を避けたくもありますし。それにここ数日のうちにパリを発つのです。」と書き送っている。印象派グループの中でも、モネやルノワールと、ドガとの対立が鋭くなり、ドガが出品する第4回（1879年）、第5回（1880年）印象派展を、モネやルノワールがボイコットするという事態になっていた。セザンヌは、こうしてサロン応募を優先したが、この年のサロンにも落選した。
セザンヌは、同時期から、制作場所をパリから故郷のエクスに戻した。第3回印象派展の後、1895年に最初の個展を開くまで、パリの画壇からは知られることなく制作を続けた。1878年から1879年にかけて、エクスとエスタックに滞在することが多くなった。この頃、妻子の存在を父に感付かれたことで、父子の関係は悪化し、1878年4月から8月頃、毎月の送金を半分に減らされ、ゾラに月60フランの援助を頼んだ。
画材をタンギーの店で買い、代金代わりに絵を渡すことも多く、ポール・ゴーギャン、フィンセント・ファン・ゴッホはこの店でセザンヌを研究した。また、ショケ、ピサロ、ガシェなどもタンギーの店でセザンヌの作品を買った。ゴーギャンは、ピサロに、「セザンヌ氏は万人に認められる作品を描くための正確な定式を発見したでしょうか。［……］どうか彼にホメオパシーの神秘的な薬を与えて、眠っている間にそれをしゃべらせ、できるだけ早く私たちに報告しにパリまで来てください。」という手紙を送っている。また、ゴッホは、後に、アルルに移った時、「前に見たセザンヌの作品が、否応なく心に蘇ってくる。プロヴァンスの荒々しい面を力強く示しているからだ。」と書いている。

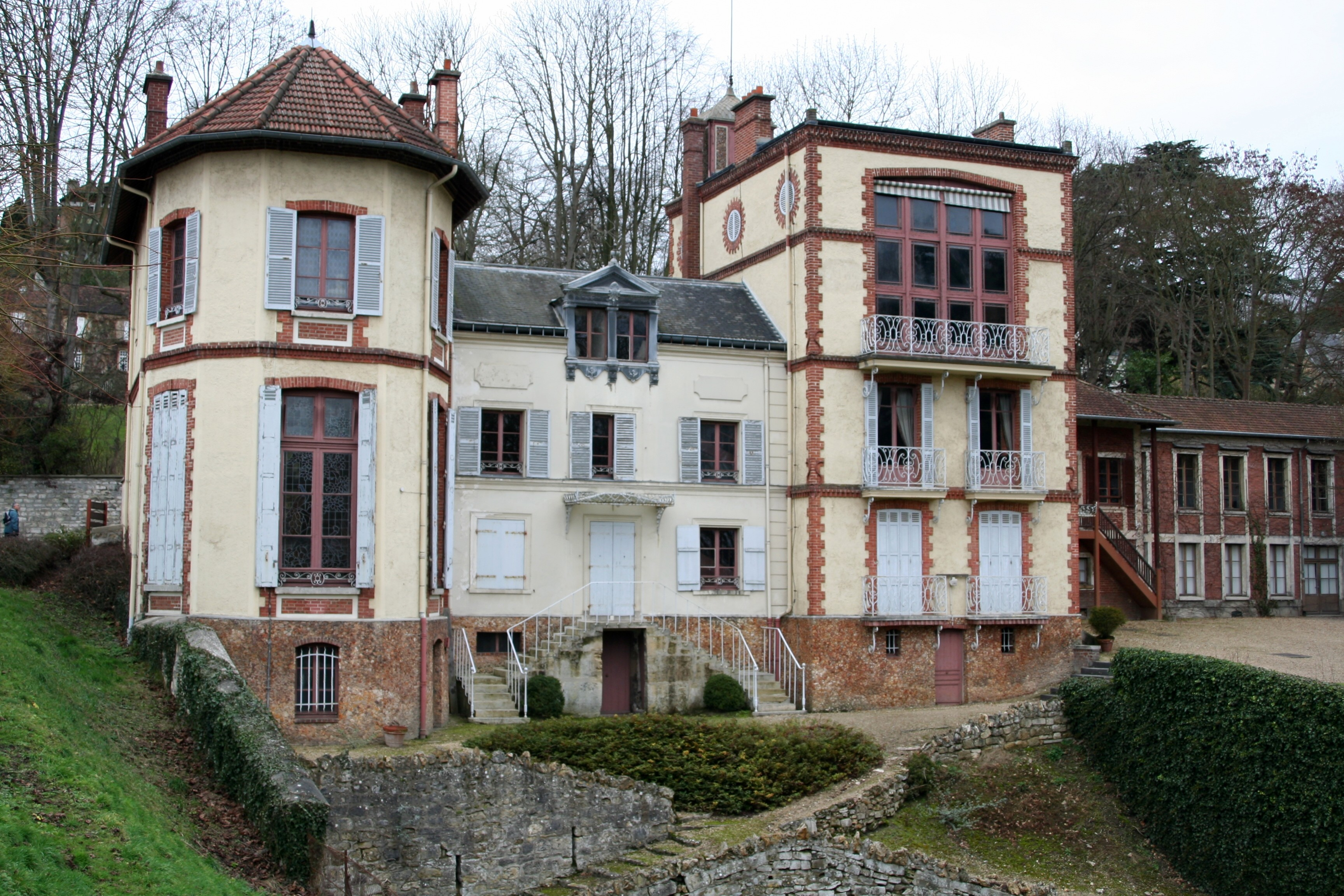
小説『居酒屋』（1877年）で成功したゾラがメダンに買った別荘。友人の文学者たちが多数招待された。

1880年代前半には、10月から2月頃までは南仏で過ごし、エクスの父の家とマルセイユの妻子のいる家とエスタックの自分の家を行き来し、サロンのシーズンが始まる3月にはパリに出て、パリのアパルトマンを借りたり、ムランやポントワーズといった近郊の町に下宿したりする、という生活を繰り返していた。パリを訪れた時は、ゾラがセーヌ川沿いのメダンに買った別荘に招待されることも度々であった。
1882年、『L・A氏の肖像』という作品で初めてサロン（フランス芸術家協会が1881年、美術アカデミーから引き継いで開催していたもの）に入選した。この時、彼は、サロンの審査員となっていた友人アントワーヌ・ギュメの弟子という形にしてもらい、審査員が弟子の1人を入選させることができるという特権を使って入選させてもらったという。
1886年、ゾラが小説『作品』を発表した。ゾラはこの小説の中でセザンヌとマネをモデルにしたと見られる画家クロード・ランティエの主人公の芸術的失敗を描いた。同年4月、ゾラから献本されたこの本をエクスで受け取ったセザンヌは、ゾラに、「君の送ってくれた『作品』を受け取ったところだ。この思い出のしるしをルーゴン・マッカールの著者に感謝し、昔の年月のことを思いながら握手を送ることを許していただきたい。」という短い手紙を送った。この小説がきっかけとなり、セザンヌとゾラの友情は断たれてしまったというのが、セザンヌ研究の第一人者ジョン・リウォルドの説であり、定説化しているが、これに対しては、『作品』にはセザンヌの助言が反映されており2人の関係を破綻させるような内容ではなく、むしろメダンの館に雇われていた女性ジャンヌ・ロズロをめぐる恋愛関係が2人の距離を遠くしたとの説が唱えられている.
しかし、2014年にこれまで絶交したと思われていた年より後年の交友を示す手紙（新著『大地』へのお礼と「君がパリに返ってきたら会いに行くよ」との内容）が発見されるに至り、断絶説の再考が求められている。

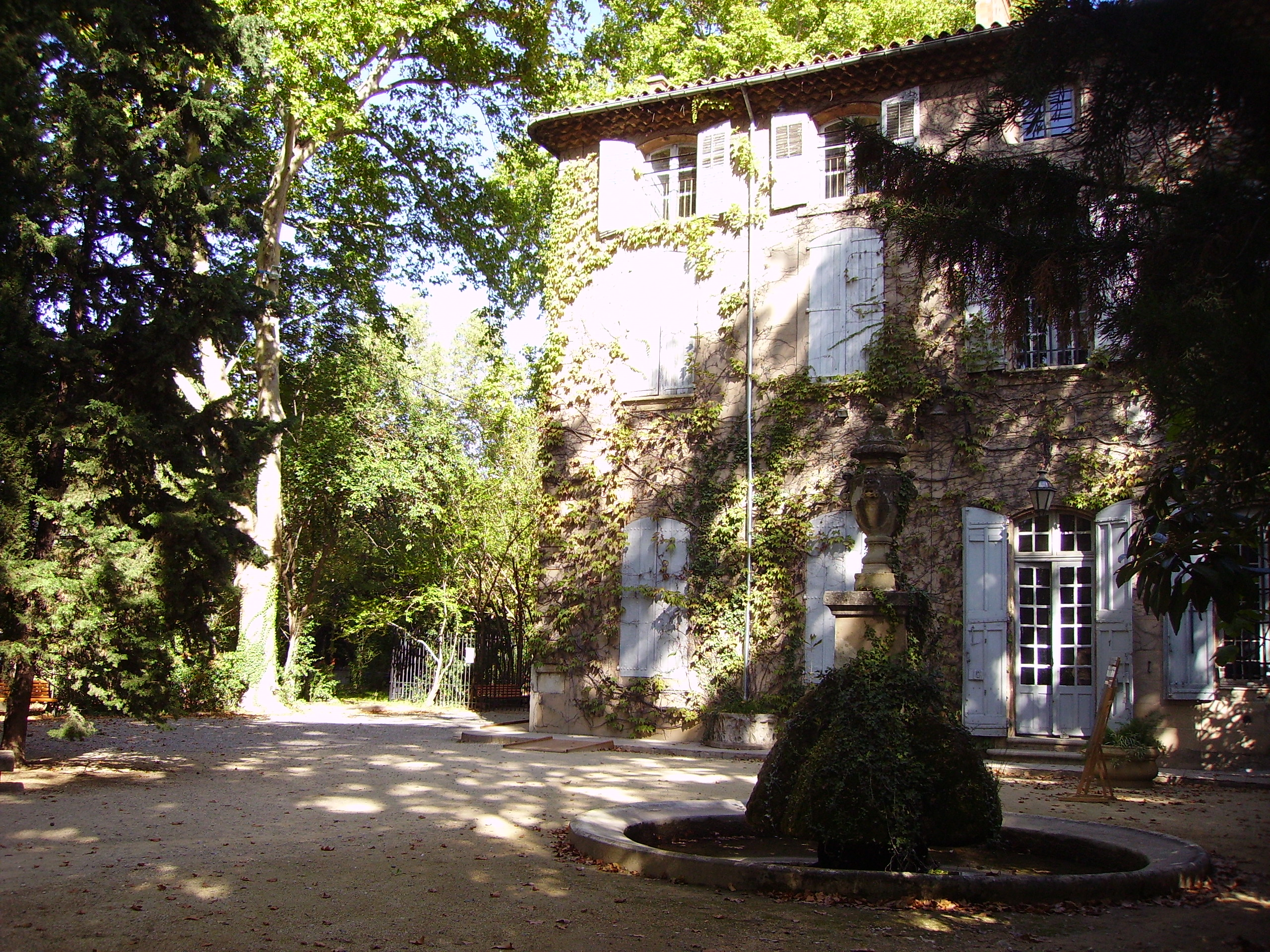
エクスのジャス・ド・ブッファン別荘。1859年にセザンヌの父が購入し、セザンヌがアトリエなどに使っていたが、1899年売却された。

同年（1886年）4月28日、17年間同棲していたオルタンス・フィケと結婚した。同年10月、父が88歳で死去した。父から相続した遺産は40万フランであり、経済的には不安がなくなった。
サント・ヴィクトワール山などをモチーフに絵画制作を続けたが、絵はなかなか理解されなかった。1889年にパリ万国博覧会で旧作『首吊りの家』が目立たない場所に展示されたほか、1890年、ブリュッセルの20人展に招待されて3点の油彩画を送ったが、余り反響はなかった。しかし、前衛的な若い画家や批評家の間では、セザンヌに対する評価が高まりつつあった。ポール・ゴーギャン、アルベール・オーリエ、エミール・ベルナール、モーリス・ドニ、ポール・セリュジエ、ギュスターヴ・ジェフロワ、ジョルジュ・ルコント、シャルル・モリスなどである。
ルコントは、1892年の著書『印象主義者の芸術』の中で、「セザンヌは、最も平凡な対象を描く時でも常にそれを高貴なものにする。」、「限りなく柔らかな色調と、豊かな広がりをうまく抑制できる極めて単純な色彩の均一性にもかかわらず、彼の絵画には力強さがみなぎっている。」と賞賛し、ジェフロワも、1894年の『芸術生活』第3巻の一つの章をセザンヌに割いている。ギュスターヴ・カイユボットが、1894年に亡くなった時、ルーヴル美術館に入れられることを条件として、セザンヌを含む印象派の絵画コレクションを政府に遺贈したところ、アカデミーの画家やジャーナリズムから批判を浴びて大問題となり、政府が一部のみの遺贈を受け入れることで決着したが、このこともセザンヌの知名度を増すことになった。
1890年頃からは、年齢と糖尿病のため、戸外制作が困難になり、人物画に重点を移すようになった。

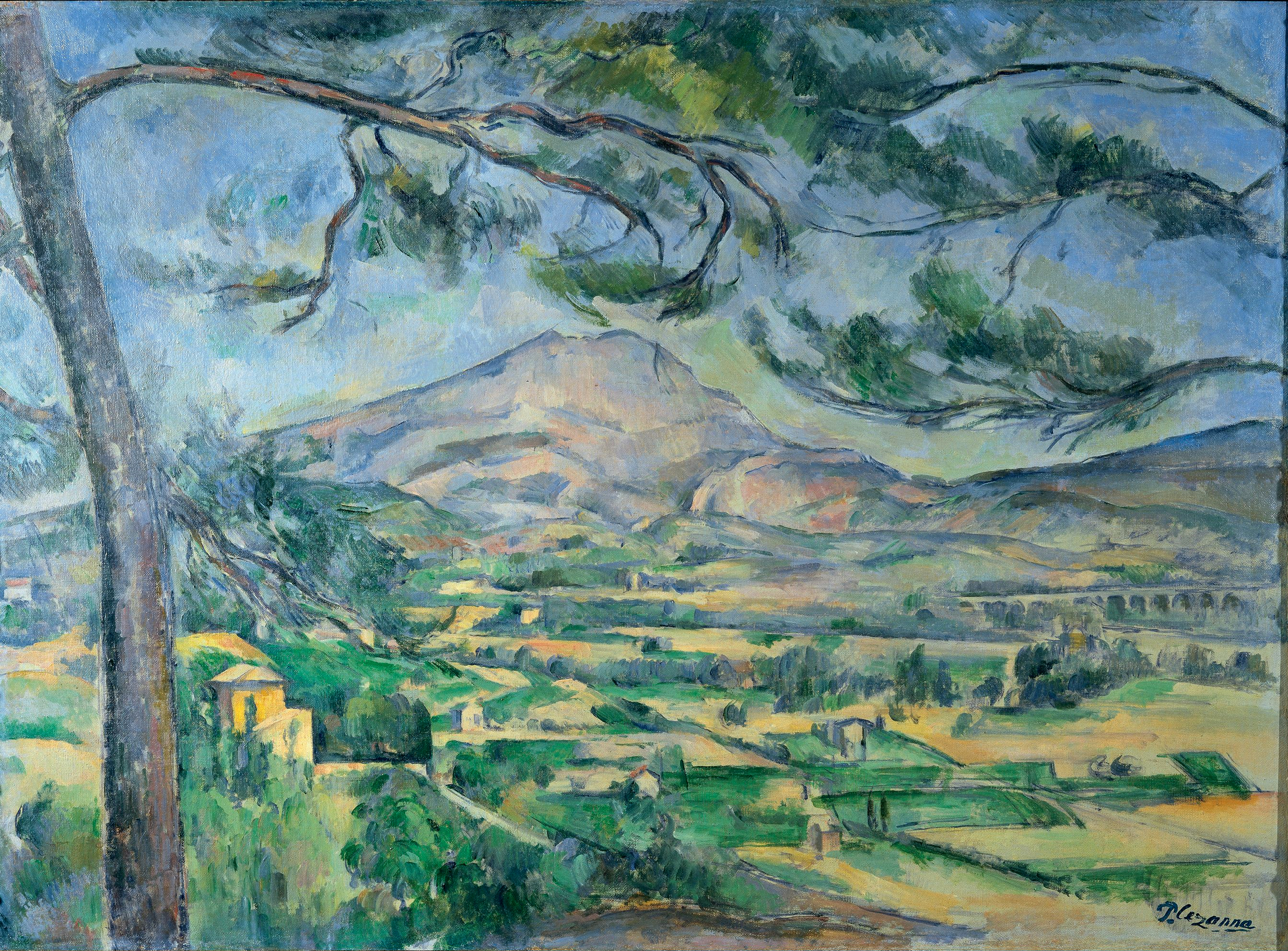
『サント・ヴィクトワール山』1887年頃、67 × 92 cm。コートールド・ギャラリー。
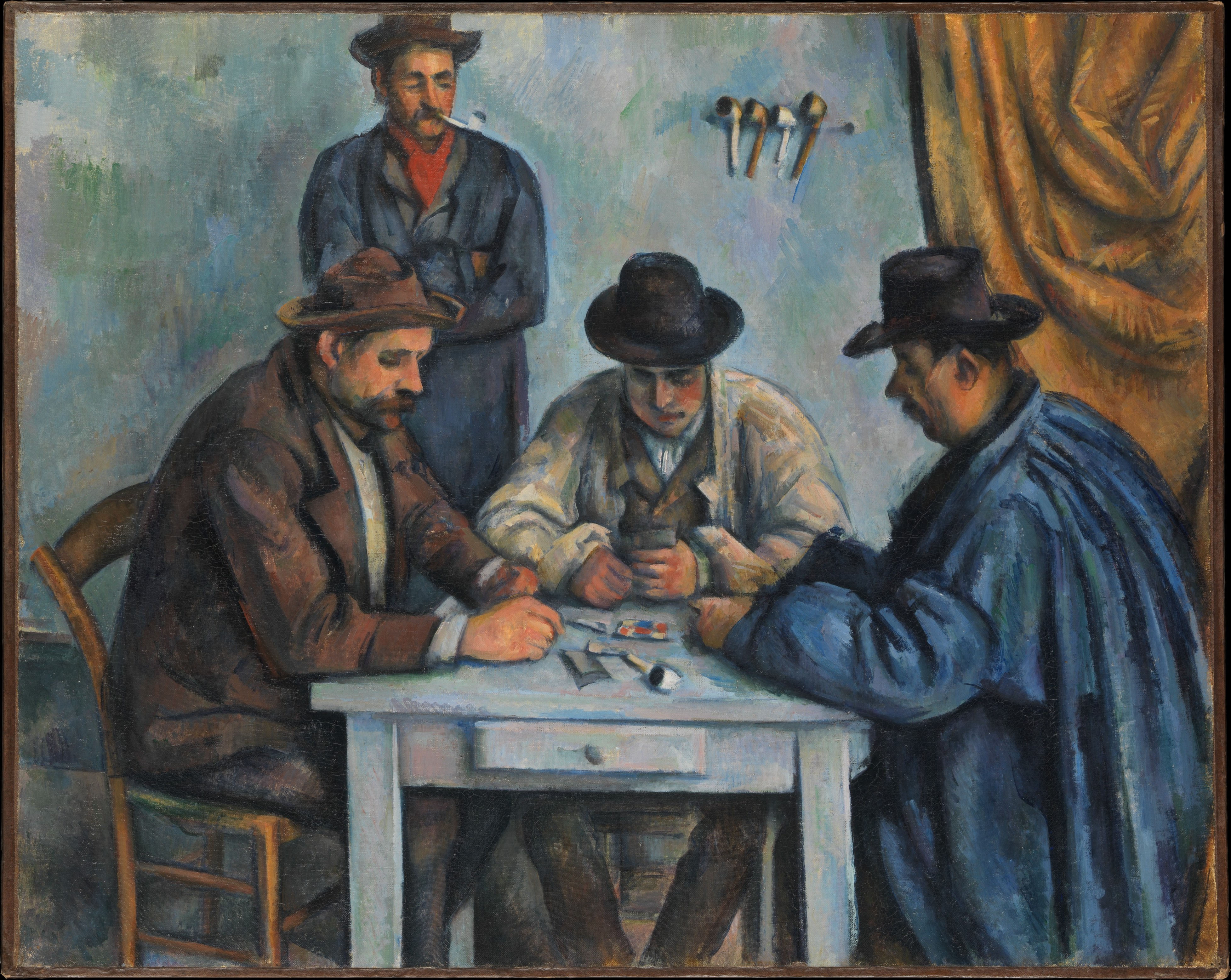
『カード遊びをする人々』1890-92年、65 × 81 cm。メトロポリタン美術館。
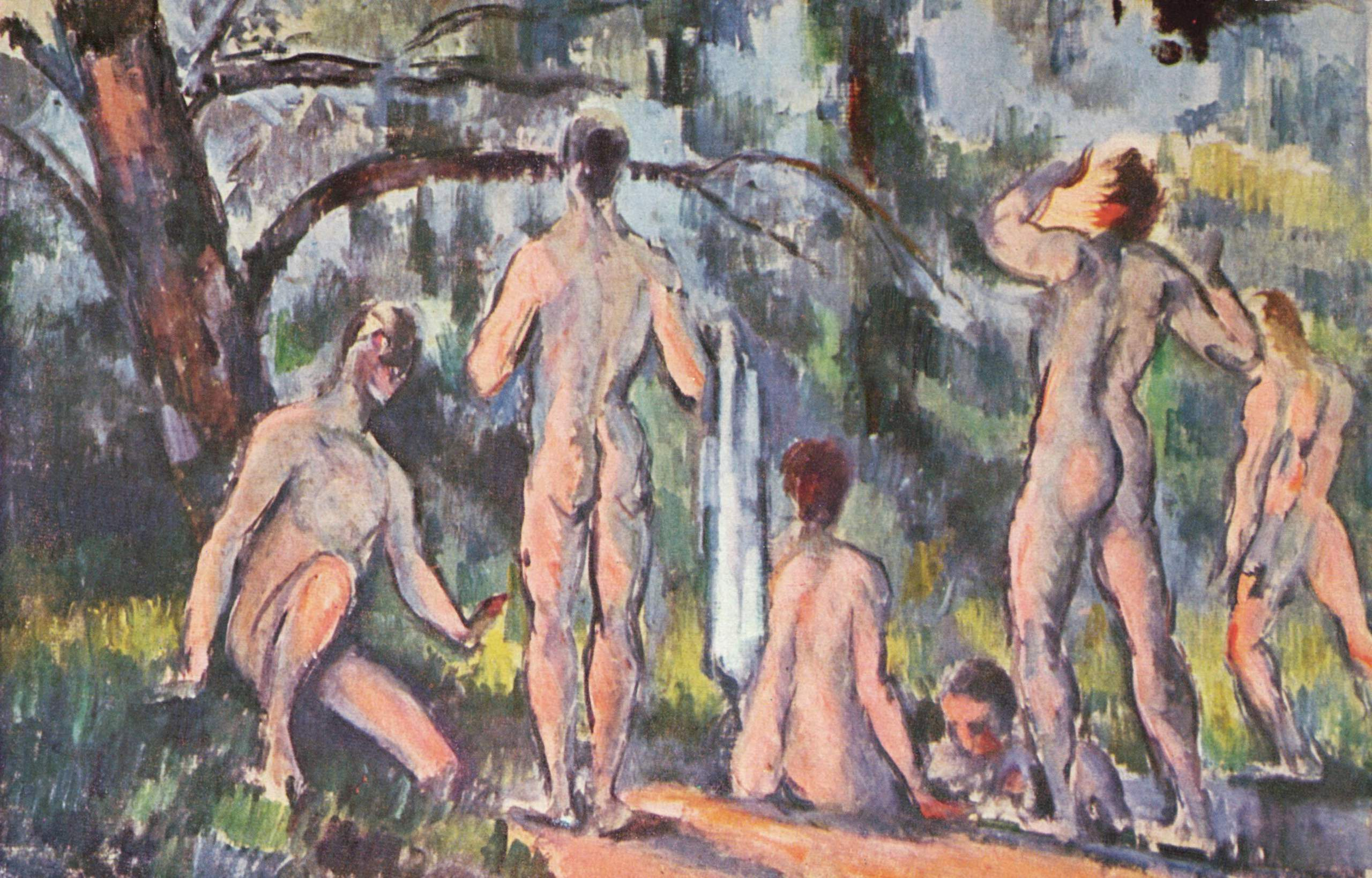
『男性水浴図』1892-94年、26 × 40 cm。エルミタージュ美術館。
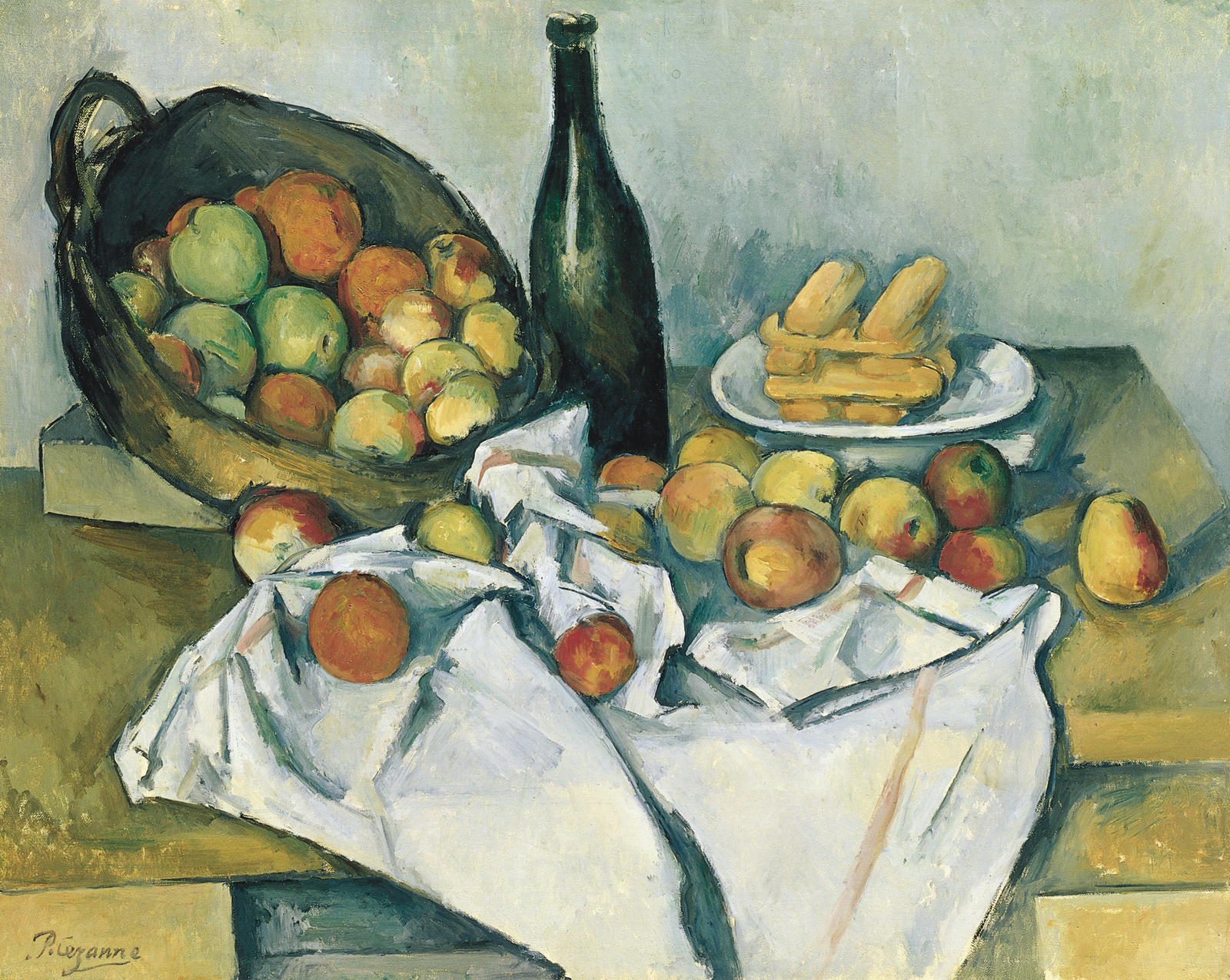
『リンゴの籠のある静物』1890-94年。シカゴ美術館。
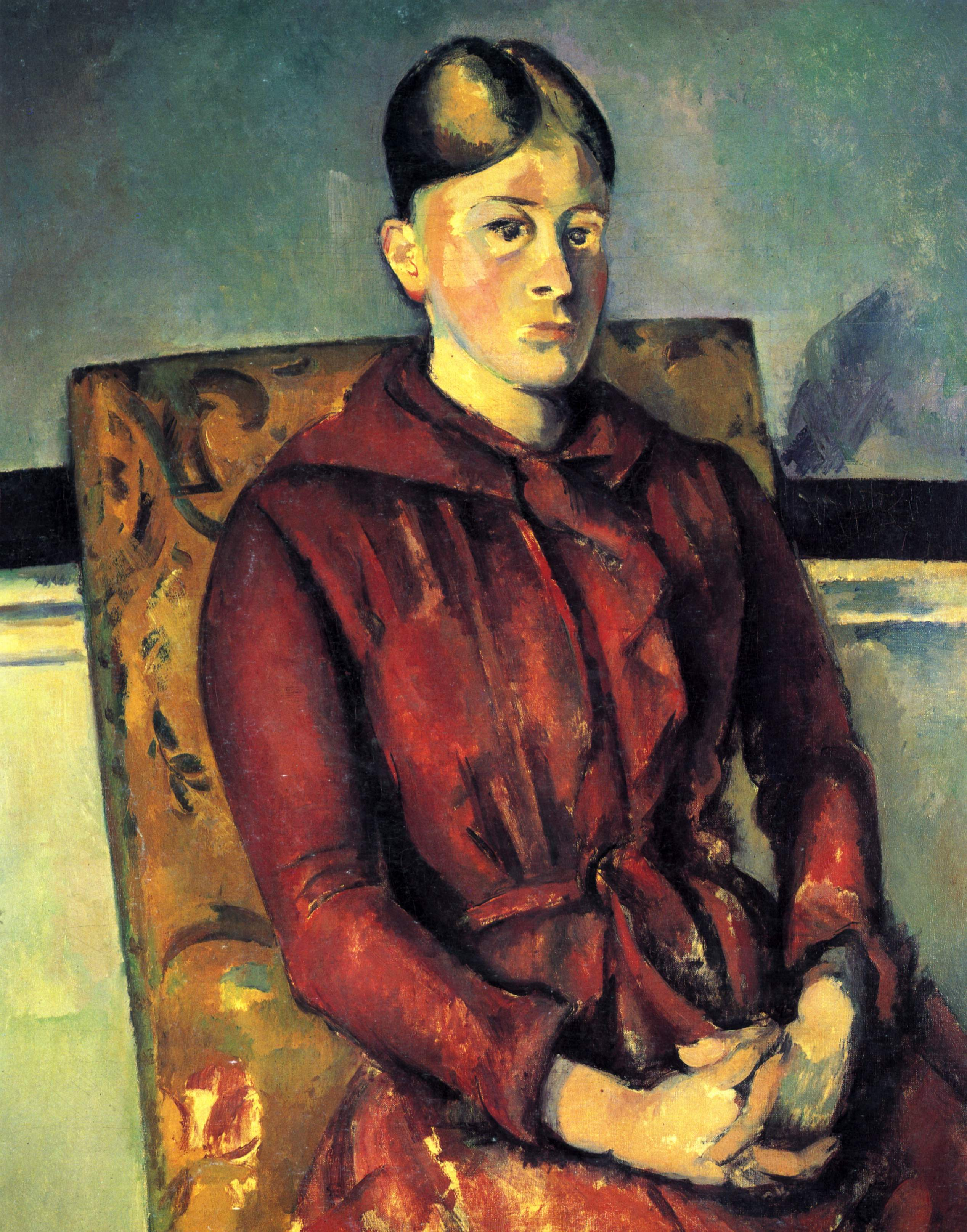
『黄色い椅子のセザンヌ夫人』1893-95年、81 × 85 cm。個人コレクション。

### 個展の開催（1895年）
1895年11月、パリの画商アンブロワーズ・ヴォラールが、ラフィット街の画廊で、セザンヌの初個展を開いた。もともと、ヴォラールにセザンヌの個展を開くことを勧めたのはピサロであった。ヴォラールは、1894年に行われたタンギー爺さんの遺品売立てでセザンヌ作品が6点出品されたうち、4点を入手した。さらに、ヴォラールは、パリの街でセザンヌの家を苦労して探り当てて息子に会い、説得を依頼した。すると、南仏にいた本人から、1868年頃から1895年までの集大成といえる約150点の油彩画が送られてきて、個展開催に漕ぎ着けた。しかし、批評家たちの評価は芳しくなかった。一方、個展を見たピサロは、息子ジョルジュへの手紙で、「実に見事だ。静物画と大変美しい風景画、何とも奇妙な水浴者たちがとても落ち着いて描かれている。」、「蒐集家たちは仰天している。彼らは何も分かっていないが、セザンヌは、驚くべき微妙さ、真実、古典主義を持った第一級の画家だ。」と書いている。

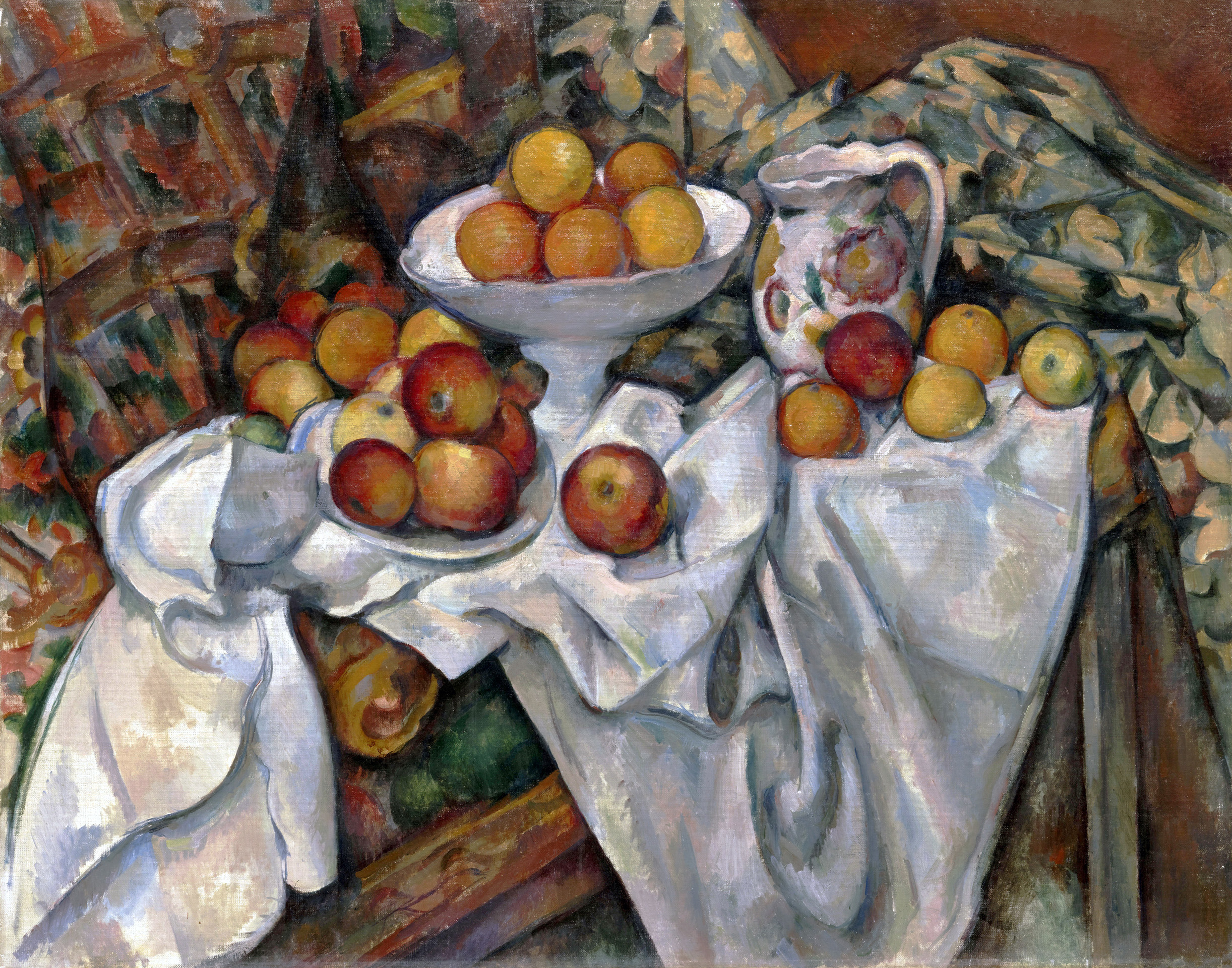
『リンゴとオレンジのある静物』1895-1900年。オルセー美術館。
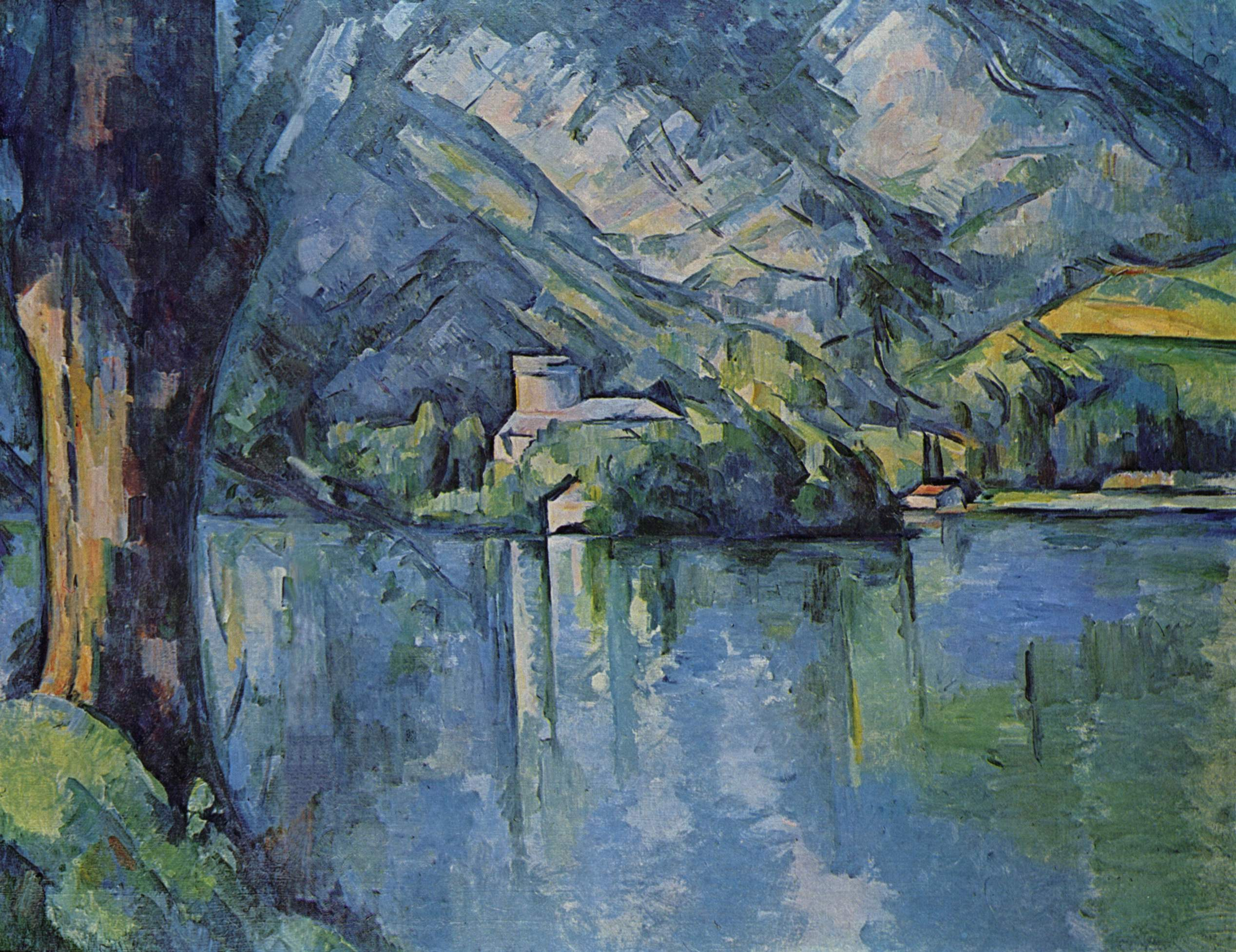
『アヌシー湖』1896年。コートールド・ギャラリー。

同郷の友人の息子で詩人だったジョワシャン・ガスケが、1896年、セザンヌと知り合い、後に彼の伝記を書いている。1897年、母が亡くなり、1899年、ジャス・ド・ブッファンは売られてしまった。ガスケによれば、セザンヌは、父の形見として大事にしていた肘掛け椅子や机が家族に処分のため燃やされてしまったことに、絶望を露わにしたという。
1898年には、ヴォラールが第2回個展を企画し、1899年には、セザンヌは第15回アンデパンダン展に出展した。セザンヌは、この両年には一時パリで過ごしたが、1900年以降はエクスでの制作に専念するようになった。しかし、エクスでは周囲に理解されず、ゾラがドレフュス事件で『私は弾劾する』（1898年）を発表したときなどは、その友人としてセザンヌを中傷する記事が地元の新聞に掲載されたこともあった。

### 最晩年（1900年 - 1906年）

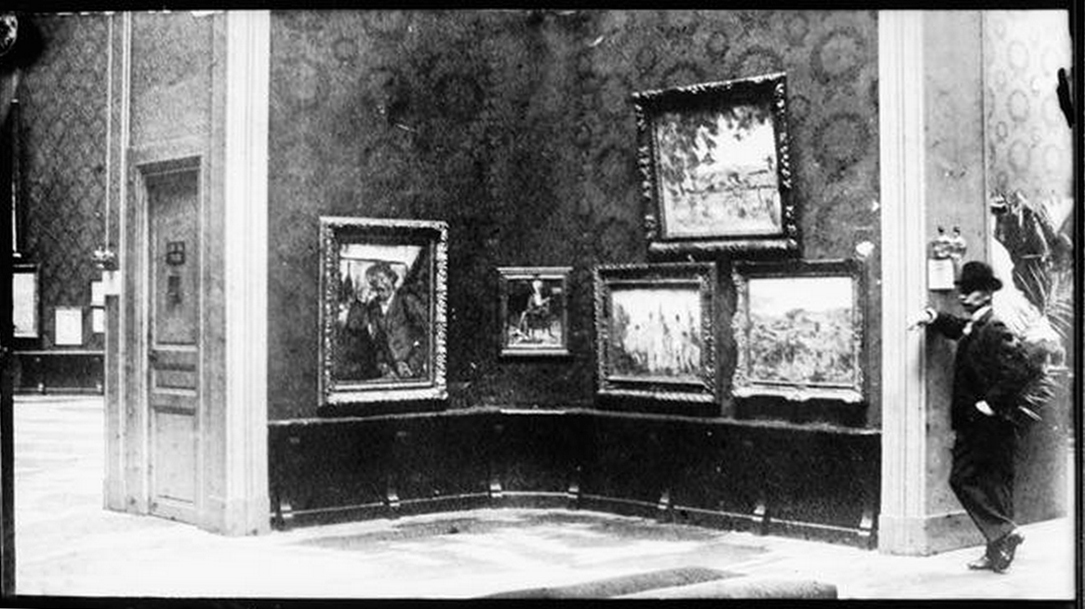
1904年のサロン・ドートンヌの様子。

1900年にパリで開かれた万国博覧会の企画展である「フランス美術100年展」に他の印象派の画家たちとともに出品し、これ以降セザンヌは様々な展覧会に積極的に作品を出品するようになった。1904年から1906年までは、まだ創設されて間もなかったサロン・ドートンヌにも3年連続で出品した。パリのベルネーム＝ジューヌ画廊も、セザンヌの作品を取り扱うようになった。
ナビ派の画家モーリス・ドニは、1900年、画商ヴォラールの画廊を舞台として、セザンヌの静物画の周囲に、ドニ自身を含むナビ派の仲間、ヴォラール、批評家アンドレ・メレリオが、巨匠オディロン・ルドンと向い合って立っている作品『セザンヌ礼賛』を制作し、これを1901年の国民美術協会サロンに出品した。セザンヌは、一般社会からはまだ顧みられていなかったが、若い画家たちからは強い敬愛を受けていたことを示している。このセザンヌの静物画は、ゴーギャンが愛蔵し、その肖像画の中に画中画として描き入れた絵でもあった。
ジャス・ド・ブッファンが売られた後は、ブールゴン通りのアパートを借りていたが、一時、「シャトー・ノワール（黒い館）」と呼ばれる建物を借りた。これは、石炭商が建てて黒く塗った建物だったが、セザンヌが住んだ頃には黒色が落ちて黄金色になっていた。1902年、エクス郊外に向かうローヴ街道沿いにアトリエを新築し、多くの静物画、風景画、肖像画を描いた。特に、大水浴図の制作に力を入れた。

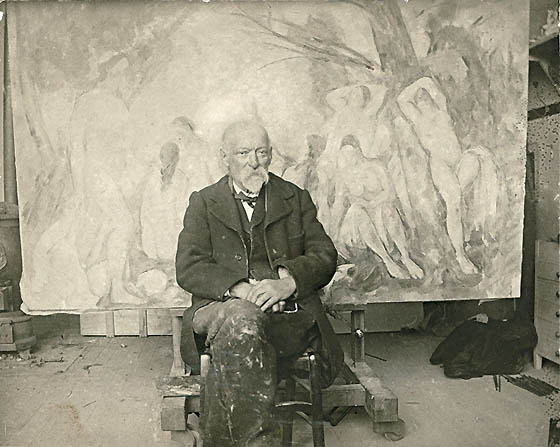
『大水浴図』の前に座るセザンヌ（エミール・ベルナール撮影、1904年3月。当時65歳）。

晩年には、セザンヌを慕うエミール・ベルナールやシャルル・カモワンといった若い芸術家たちと親交を持った。ベルナールは、1904年にエクスのセザンヌのもとに1か月ほど滞在し、後に『回想のセザンヌ』という著書でセザンヌの言葉を紹介している。ベルナールによれば、セザンヌは、朝6時から10時半まで郊外のアトリエで制作し、いったんエクスの自宅に戻って昼食をとり、すぐに風景写生に出かけ、夕方5時に帰ってくるという日課を繰り返していたという。また、日曜日には教会のミサに熱心に参加していたという。セザンヌは、同年4月15日付けのベルナール宛の書簡で、次のような芸術論を語っている。
1906年9月21日のベルナール宛書簡では、「私は年をとった上に衰弱している。絵を描きながら死にたいと願っている。」と書いている。その年の10月15日、野外で制作中に大雨に打たれて体調を悪化させ、肺充血を併発し、23日朝7時頃、自宅で死去した。翌日、エクスのサン・ソヴール大聖堂で葬儀が行われた。墓石には、死亡日が10月22日と刻まれているが、市役所の死亡届には23日と記録されている。

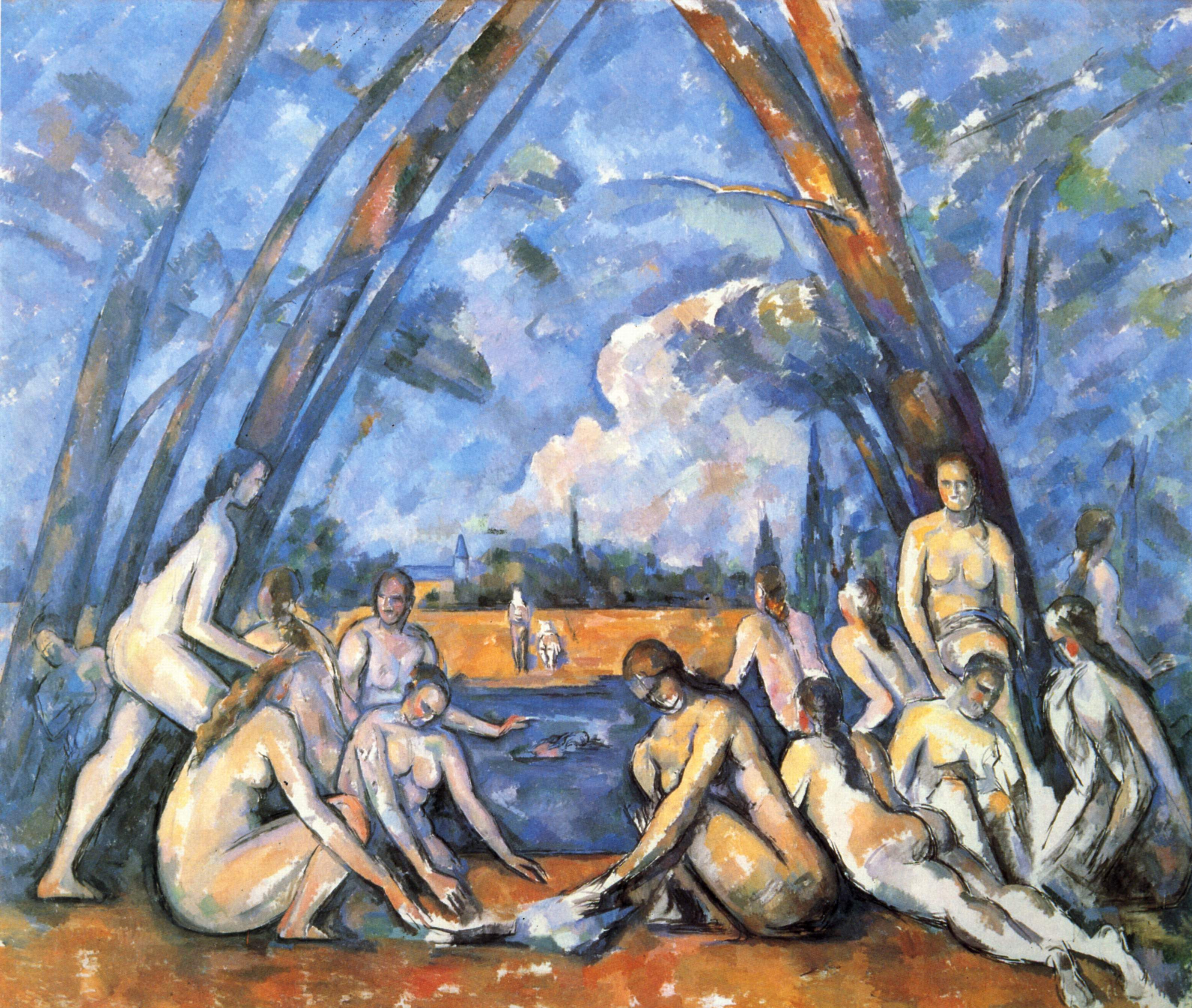
『大水浴図』1898 - 1905年。フィラデルフィア美術館。
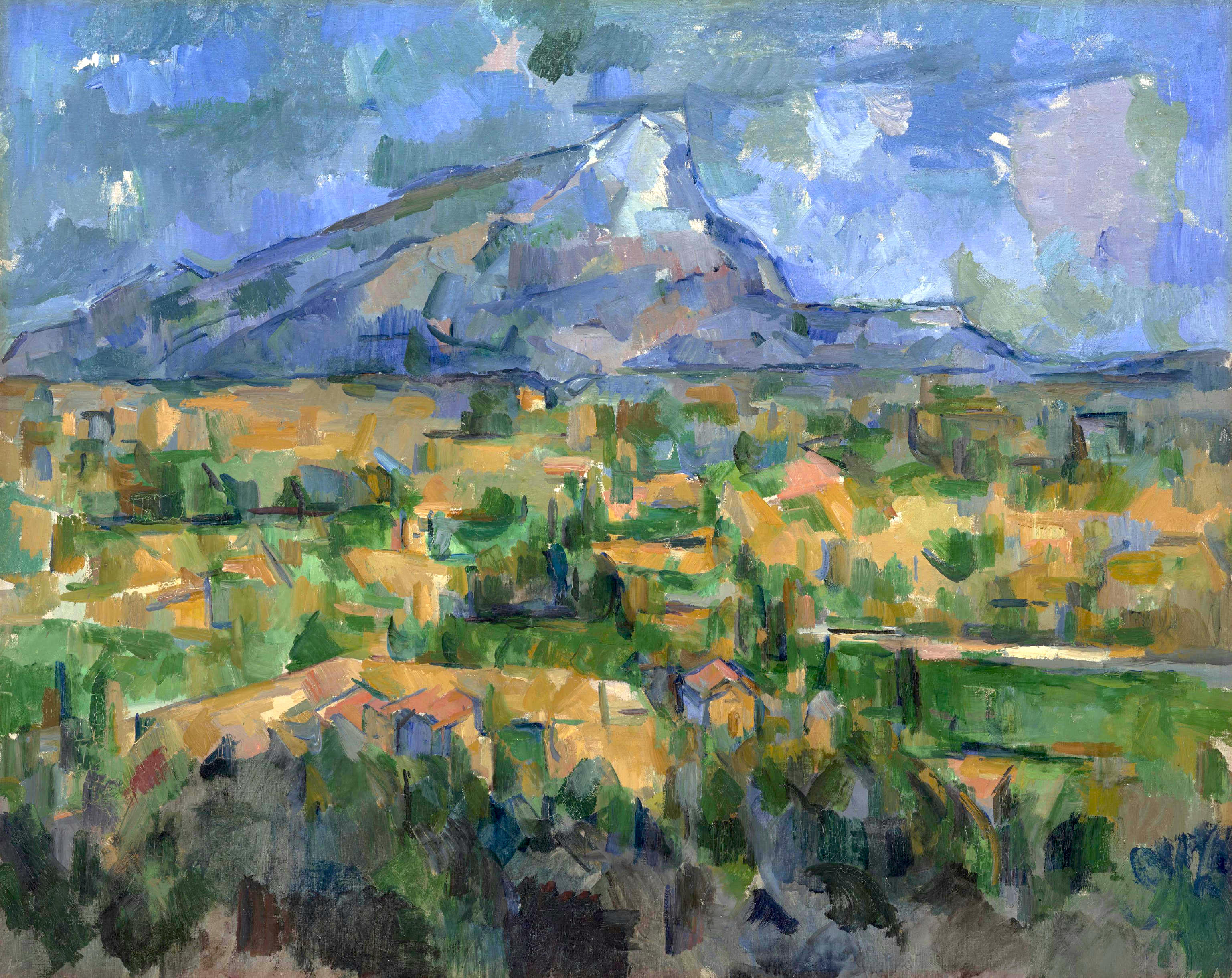
『サント・ヴィクトワール山』1904年。フィラデルフィア美術館。

## 後世

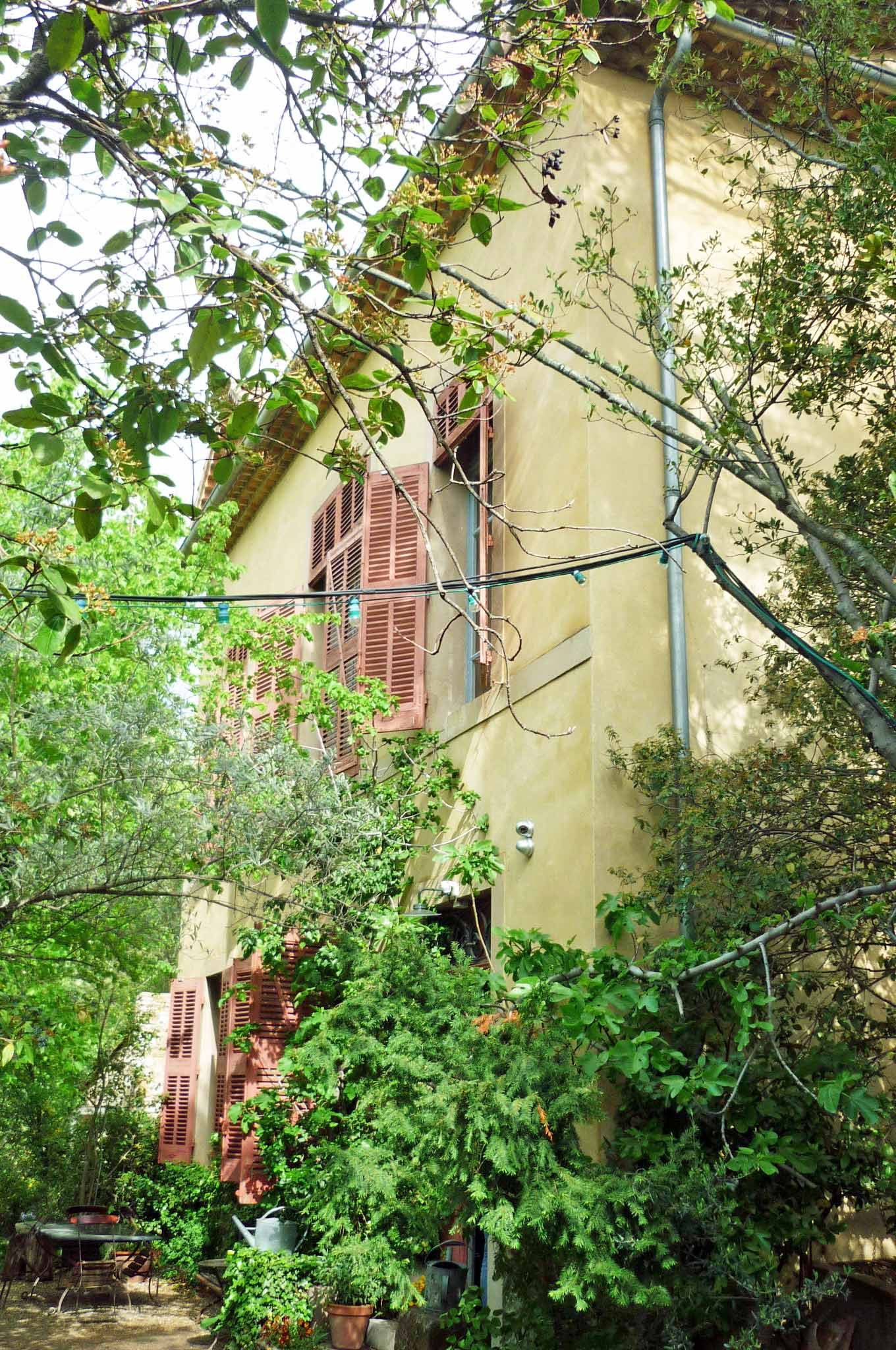
死後買い取られて保存されている、ローヴのアトリエ。

1907年10月、サロン・ドートンヌの一部として、セザンヌの回顧展が行われ、油彩画を中心とする56点が展示された。オーストリアの詩人ライナー・マリア・リルケは、この回顧展を見て感動し、妻に「僕は今日もまたセザンヌの絵を見に行った。……セザンヌの絵の実存が一つのまとまった巨大な『現実』を作り出している。」といった手紙を書いている。この回顧展と同時の1907年10月、エミール・ベルナールが、『メルキュール・ド・フランス』誌に、エクス訪問をまとめた「ポール・セザンヌの回想」を発表した。
1900年に『男の裸体』を描いたアンリ・マティス、1907年に『水浴者たち』を描いたアンドレ・ドランなど、フォーヴィスムの画家にも影響を与えた。マティスの1910年から1917年までの実験的な作品の中には、色彩による構築というセザンヌの手法への理解が見られ、マティスは、さらに、色彩の単純化と構図の平面化を押し進めていった。ドランは、自分の部屋の壁に、セザンヌの『5人の浴女たち』の複製写真をかけており、『水浴者たち』は原始美術とセザンヌの影響を総合した作品であった。
ジョルジュ・ブラックは、1902年にはセザンヌの絵画を見ており、1904年には自分の絵の中にセザンヌの要素を取り入れている。さらに、1907年、南仏滞在の記憶をもとに描いた『家々のある風景』では、セザンヌによる細部の省略を推し進め、建物を幾何学的な形態に変化させている。
1960年代には、シドニー・ガイストのように、セザンヌの絵画に性的イメージが隠されていることを指摘する精神分析美術史研究が現れた。
彼の肖像はその作品とともにユーロ導入前の最後の100フランス・フラン紙幣に描かれていた。

### 作品の高騰
セザンヌの作品は、ヴォラールによる1895年の個展では100フランから700フランで売れたが、1899年のショケの遺品売立てでは、『首吊りの家』が6200フラン（248ポンド）で売れたが、同じ売立てでルノワール、モネ、マネの作品が1万フランから2万フランで売れたのと比べると、まだ差があった。
ところが、1910年以降には、1000ポンド台、1925年以降には、1万ポンド台に達した。1948年、チューリッヒのコレクターエミール・ビュールレが『赤いチョッキの少年』を3万7500ポンドの高値で購入したことが話題となった。1953年には、ロンドンのナショナル・ギャラリーが『ロザリオを持った老女の肖像』を3万2000ポンドで購入した。1958年、サザビーズのオークションで、ポール・メロンが『赤いチョッキの少年』第2作を初めての6桁台となる22万ポンドで落札し、ワシントンD.C.のナショナル・ギャラリーに寄贈した。1970年代には6桁台の落札が22件も現れた。こうして、セザンヌは、ルノワールと並ぶ最高水準価格の画家となった。

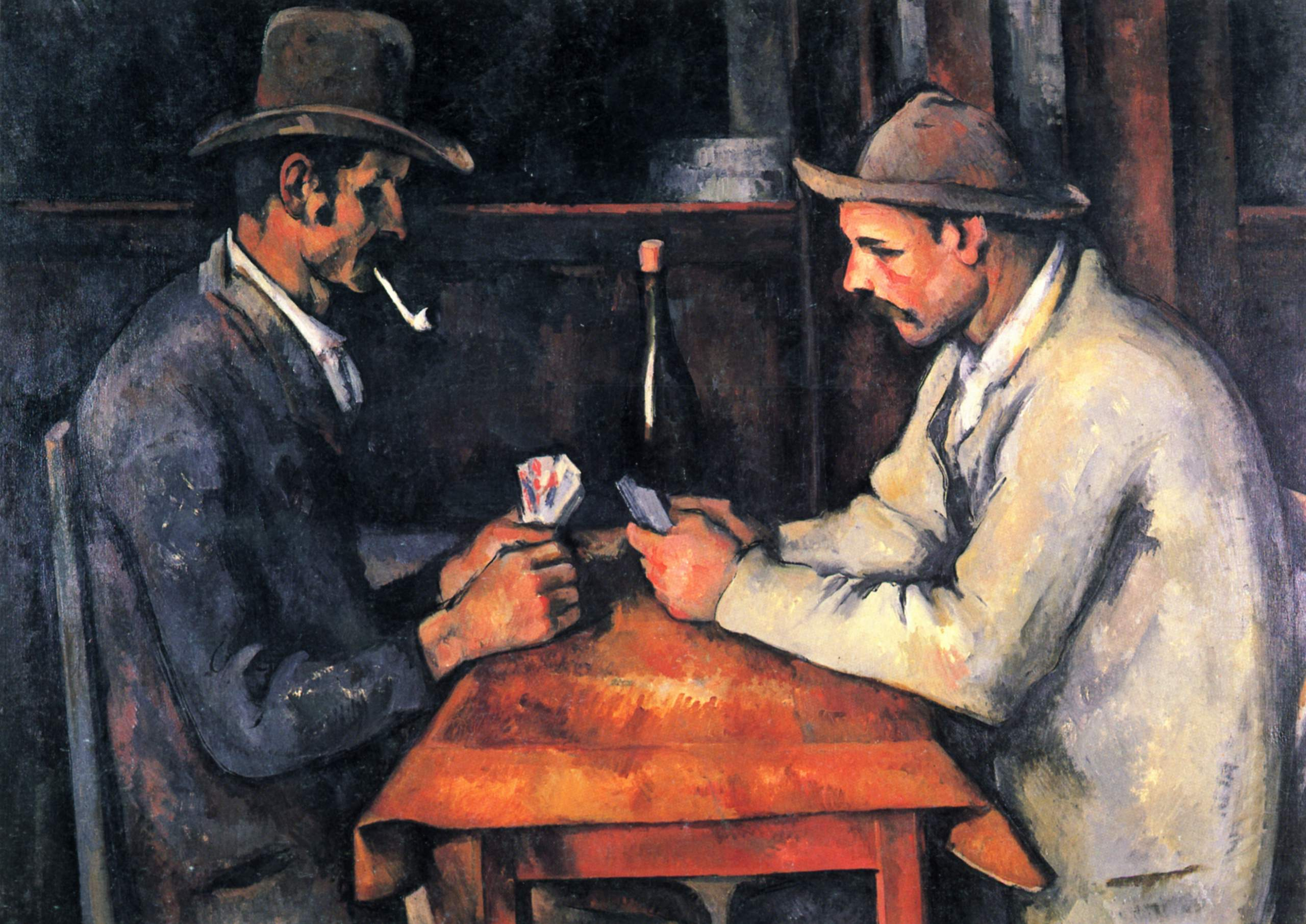
2011年にカタールが2億5000万ドル超で購入したといわれる『カード遊びをする人々』（1892-93年）。

1980年代末には美術市場全体の高騰の中、日本人による高額購入が相次ぎ、1989年にはニューヨーク・サザビーズで『テーブルの上の水差しと果物』が1050万ドル（14億2905万円）で落札されて、大阪の高橋ビルディング所蔵となり、同じ年にロンドン・クリスティーズで『リンゴとナプキン』が1000万ポンド（22億7540万円、1578万ドル）という記録的な価格で落札され、安田火災海上保険所蔵となった。1990年代にも次々記録が更新され、1999年5月10日のニューヨーク・サザビーズで『カーテン、水差しと果物入れ』が5500万ドル（67億1000万円）で落札され、更に記録を塗り替えた。その後の2011年、相対取引のため詳細は公表されていないが、カタールが『カード遊びをする人々』を2億5000万ドル超で購入したと伝えられ、そのとおりとすれば美術取引史上最高値とされる。2013年には、『サント＝ヴィクトワール山』が1億ドルで相対取引されたとされる。

### 関連映画
- セザンヌ (映画)（フランス語版） - 1990年のフランスのドキュメンタリー映画。監督はジャン＝マリー・ストローブとダニエル・ユイレ。
- セザンヌと過ごした時間 - 2016年のフランスの伝記映画。監督はダニエル・トンプソン（フランス語版）。ギヨーム・ガリエンヌがセザンヌを演じた。

## 作品

### カタログ
セザンヌの作品は、油絵900点余り、水彩画350点余り、デッサン350点余りである。
1936年、美術史家のリオネロ・ヴェントーリにより、初めて本格的なカタログ・レゾネが出版された。
ジョン・リウォルドは、ヴェントーリのカタログ・レゾネの年代確定に疑問を呈し、個人的な調査に加え、研究者を中心とする小委員会を組織して、カタログ・レゾネの編纂作業を進めた。その際、様式分析による年代確定を非科学的であるとして排し、外的な資料やモデルの発言を手がかりとするとの方針を貫いた。そして、まず、1973年にシャピュイ編による素描のカタログ・レゾネ、1983年にリウォルド編による水彩画のカタログ・レゾネが刊行された。1994年、リウォルド自身は死去するが、1996年、その遺志に基づいて油彩画のカタログ・レゾネが刊行され、今日のセザンヌ研究の基礎となっている。

### 作風・技法
リオネロ・ヴェントーリは、セザンヌの油彩画の発展段階を、(1)アカデミズムとロマン主義の時期（1858年-71年）、(2)印象主義の時期（1872年-77年）、(3)構成主義の時期（1878年-87年）、(4)総合の時期（1888年-1906年）に分けて考察している。もっとも、印象主義との出会いの時期も必ずしも印象主義的な絵を描いたとはいえず、構成と総合は年代に依存するものではないため、初期のロマン主義的作品を除く後期作品については、年代によって区分することは恣意性を含むとの指摘もされている。

#### 初期のロマン主義的作品

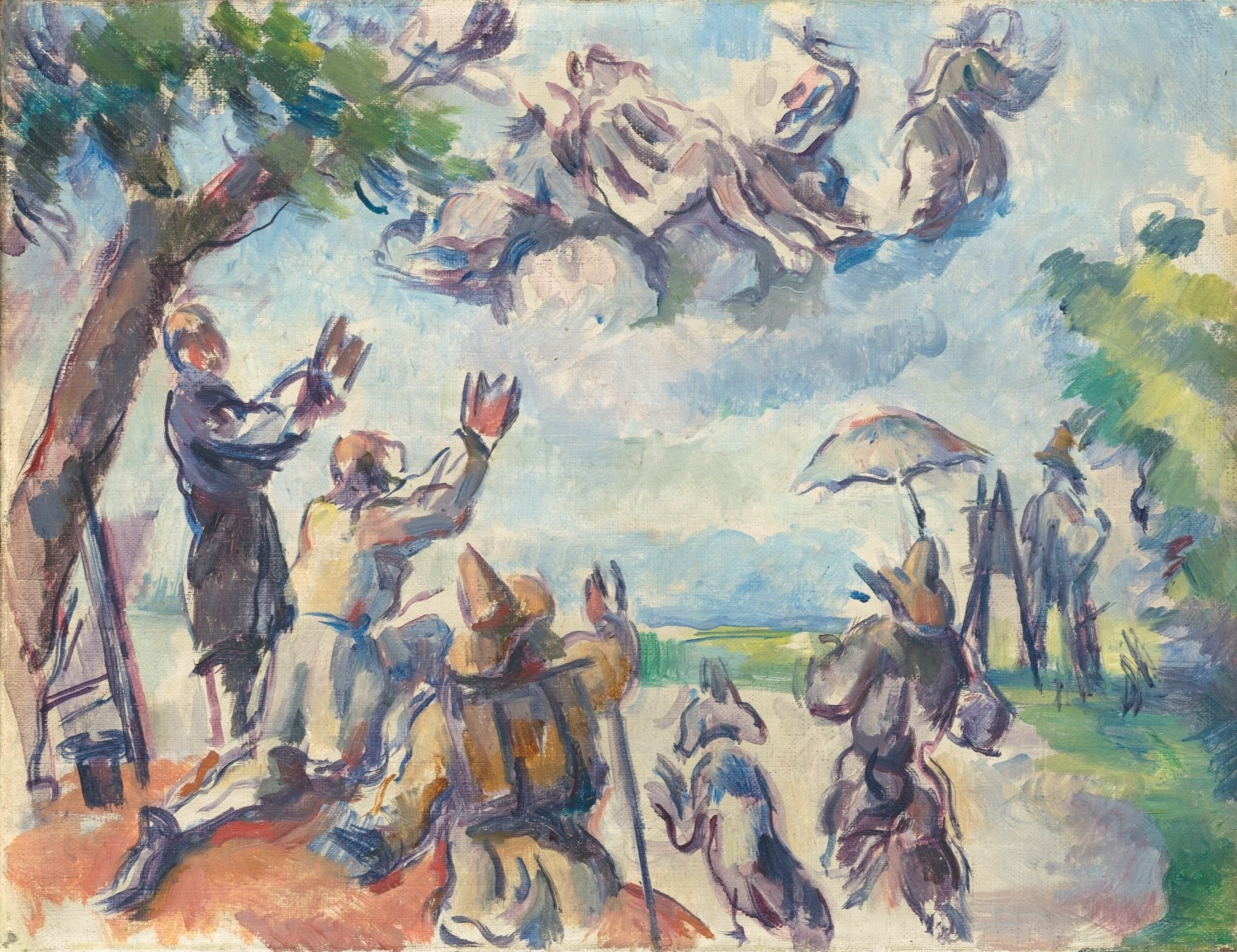
『ドラクロワ礼賛図』1890-94年。油彩、キャンバス。グラネ美術館。

セザンヌは、1860年代から70年代を中心に、現実のモデルに基づかず、空想で描く「構想画」を多く描いている。そのテーマは、暴力、虐殺、性的放縦、誘惑、女性の聖性、美とエロスといったものである。初期の絵画は、内面の情念を露骨に表出したものが多く、絵具を力強く盛り上げて描いている。この時期のセザンヌに最も大きな影響を与えたのは、ウジェーヌ・ドラクロワとギュスターヴ・クールベであった。また、マネの『草上の昼食』や『オランピア』に着想を得た挑発的な作品を複数制作している。
印象派と出会ってからは、こうした露骨なロマン主義は影を潜めたように見えるが、ガスケは、セザンヌの生涯は震えるような感受性と理論的な理性との戦いであって、自ら忌み嫌うロマン主義が芽を出し続け、後年の水浴図などにまで表れていると指摘している。
セザンヌ自身、晩年においても、フランス古典主義の巨匠ニコラ・プッサンを尊ぶと同時に、ドラクロワへの敬意を失わず、『ドラクロワ礼賛図』を描いている。そのほか、ティツィアーノ、ティントレット、ヴェロネーゼといったヴェネツィア派の画家や、ルーベンス、ベラスケスの生命感あふれる絵画を愛好した。他方で、新古典主義のダヴィッド、アングルや、ボローニャ派に対しては、血の通わない技法（メチエ）に陥っているとして排斥した。
セザンヌの初期構想画のオリジナリティに初めて注目したのは、メイヤー・シャピロであった。その後、1988年から1989年にかけてオルセー美術館などで、セザンヌの初期作品を集めた大規模な展覧会が開かれたが、初期作品をセザンヌの恥部であるとして評価しない批評家も多かった。

#### 印象主義とその克服

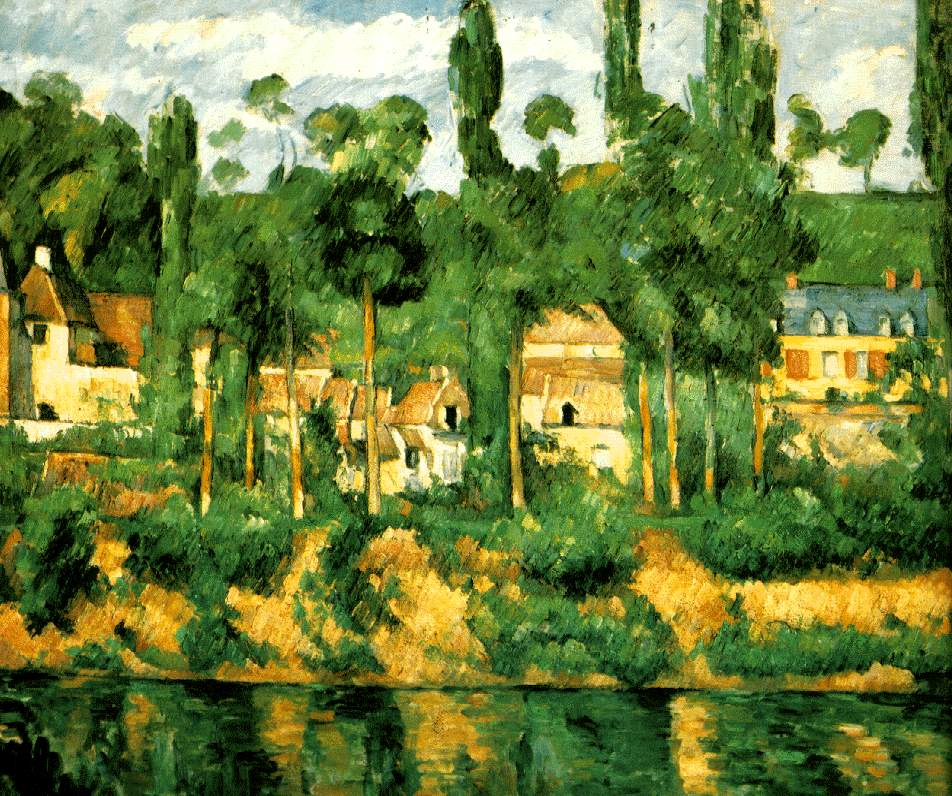
『メダンの館』1879-81年。油彩、キャンバス、59.1 x 72.4 cm。バレル・コレクション（グラスゴー）。

パリで、ピサロから、戸外で自然を見て描くという印象主義の発想を教えられ、田園の風景画を描き始める。彼は、印象派を通して、色彩を解放することを知った。しかし、モネやアルフレッド・シスレーが、色彩によって、瞬間的な色調の変化や、その場の雰囲気を伝えようとしたのに対し、セザンヌは、色彩による堅固な造形を目指している点に特徴がある。第1回印象派展に出品した『首吊りの家』においては、明るい色彩を用いながら、一瞬の映像ではなく、建物の力強い実在感や、空間を構成しようとする意図が表れている。
ゾラがセーヌ川沿いに購入した家を描いた『メダンの館』でも、水平線と垂直線が作り出す構図の中に、短い筆致（ストローク）が秩序立って並べられており、キャンバスの表面における秩序が追求されている。このように、色調を微妙に変えながら、斜めに平行して筆致を並置することで秩序を生み出そうとする技法は、シオドア・レフによって構築的筆致と名付けられた。最初はロマン主義的人物群像に用いられていたが、1879年-80年頃から、風景画に用いられるようになった。
また、形態の喪失という印象派の抱える問題点を克服するために、輪郭線の復活によって対処しようとしたルノワールとは異なり、セザンヌは、人物、静物、風景を問わず、物の形を、面取りをしたように、面の集合として捉えた上で、キャンバス上に小さい色面を貼り合わせたように乗せ、立体感を強調した。1895年以降の作品には、構築的筆致よりも広い色面が、撒き散らされたように並べられている。そして、伝統的な明暗法や肉付法が、無彩色により陰影を付けていたのとは異なり、ストローク（筆致）で分割された有彩色を段階的に変化させるモデュラシオン（転調）という技法により、明暗や量感を表現した。その代わり、肌の質感や輝きは、切り捨てられている。彼の「自然を円筒、球、円錐によって扱う」というフレーズは、幾何学的形態への還元を勧めるものと解釈され、後のキュビスムに理論的基盤を与えた。もっとも、セザンヌの真の意図については様々な解釈があり、自然界の物が眼との距離によって様々な色彩を見せるため、モデュラシオンを行う必要があるという意味だとも言われる。

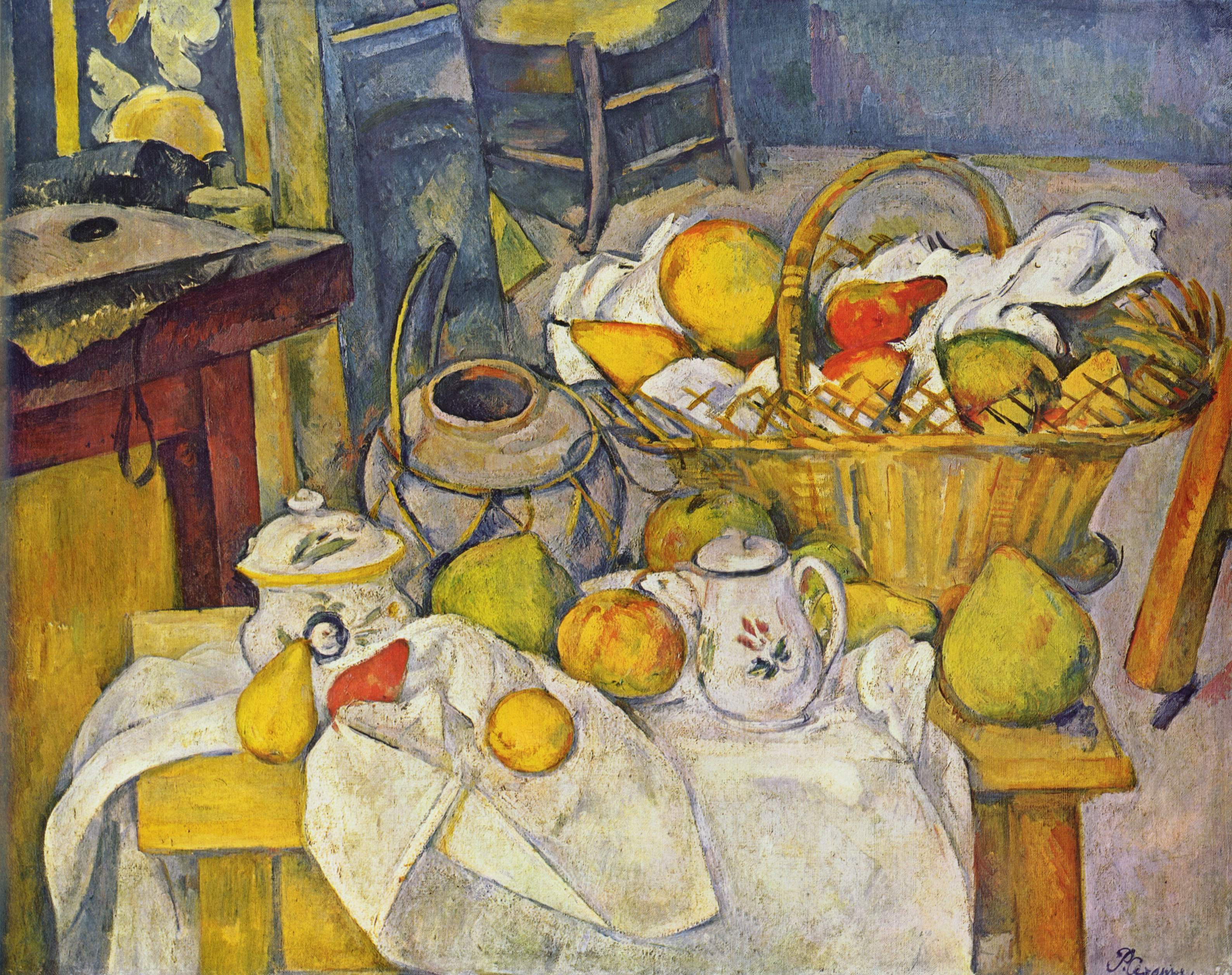
『果物籠のある静物』1888-90年、64 × 80 cm。オルセー美術館。

1880年代に制作した静物画では、緊張感をはらんだ歪み（デフォルマシオン）が現れる。オルセー美術館にある『果物籠のある静物』では、砂糖壺が傾いていたり、壺が上から覗き込んでいるように描かれているのに対し、果物籠が横から見たように描かれているなど、複数の視点が混在していたり、テーブルの左右の稜線が食い違っていたりという、多くのデフォルマシオンが生じている。それが物の圧倒的な存在感をもって見る者に迫ってくる要素となっている。こうした独特の造形は、同時代の人々からは激しく非難されたが、これも後のキュビスムによって評価されることになる。
晩年のセザンヌは「自然にならって絵を描くことは、対象を模写することではない、いくつかの感覚（サンサシオン）を実現（レアリゼ）させることだ」と述べていた。このように、「感覚の実現（レアリザシオン）」はセザンヌのスローガンとなるが、そこでいう感覚には、自然が網膜にもたらす色彩の刺激という意味と、自然から得た感覚を統御して秩序を構築する芸術的感覚という意味の二つがあった。すなわち、モネに代表される印象派が、眼を通して受け入れた感覚世界を色彩に分解してキャンバスに写し取ることを追求したのに対し、セザンヌにとっては、見ることとは、自己の内部にある知的秩序に基づく認識作用であり、しかも、認識の対象は、赤や青の斑点ではなく、りんごや山といった実在であった。「絵画には、二つのものが必要だ。つまり眼と頭脳である。この両者は、お互いに助け合わなければならない。」という言葉にも、彼の考え方が表れている。

### 主題とモチーフ

#### 人物画
セザンヌは、作品制作に時間をかけたことで知られる。画商アンブロワーズ・ヴォラールは、セザンヌに自らの肖像画を依頼したが、毎回3時間半も、不安定な台の上に置かれた椅子に座ってポーズをするという苦行を強いられ、ある時、居眠りをすると、「りんごと同じようにしていなければならない。りんごが動くか。」と怒鳴られたという逸話を回想録で述べている。115回にわたりポーズを続けた時、セザンヌは、描きかけの肖像画について「ワイシャツの前の部分はそう悪くない」と言ったという。作品は、ルノワールが同じヴォラールを描いた暖かみのある肖像画とは異なり、余計なものを排した構築性の強いものとなっている。もっとも、同様に肖像画のモデルとなったガスケによれば、ポーズをとったのは5、6回で、セザンヌは、モデルがいる間はその観察に時間を費やし、モデルが帰った後に筆を動かして作品を完成させたという。
妻オルタンスも、従順で辛抱強いモデルとして、多数の肖像画に登場している。そのほか、ゾラなどの友人、家政婦ブレモン夫人、庭師ヴァリエなど身近な人物をモデルとしている。生涯パトロンを持たなかったため、富裕な人物から注文を受けての肖像画はない。
セザンヌにとっての人物画は、ルノワールのようにモデルの生命感が問題になるのではなく、空間におけるヴォリュームを有する人体が問題であり、その点で、静物画と同じ意味を有したといえる。

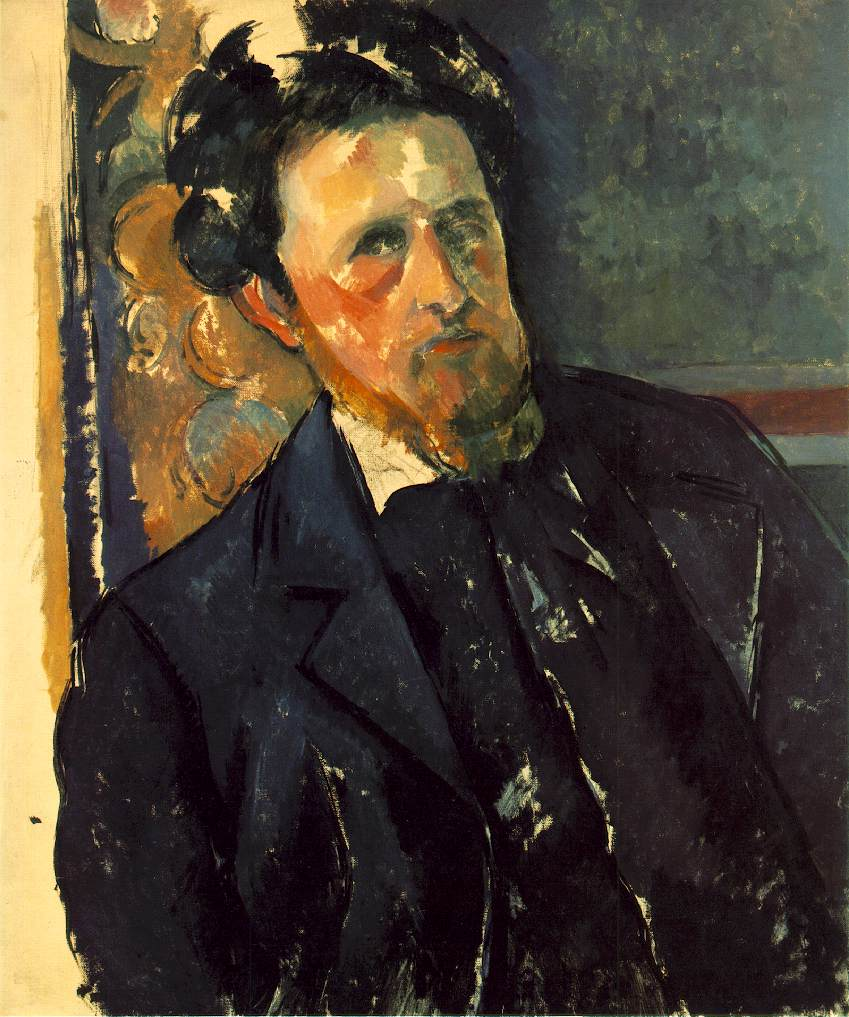
『ジョワシャン・ガスケの肖像』1896-97年。プラハ国立美術館。
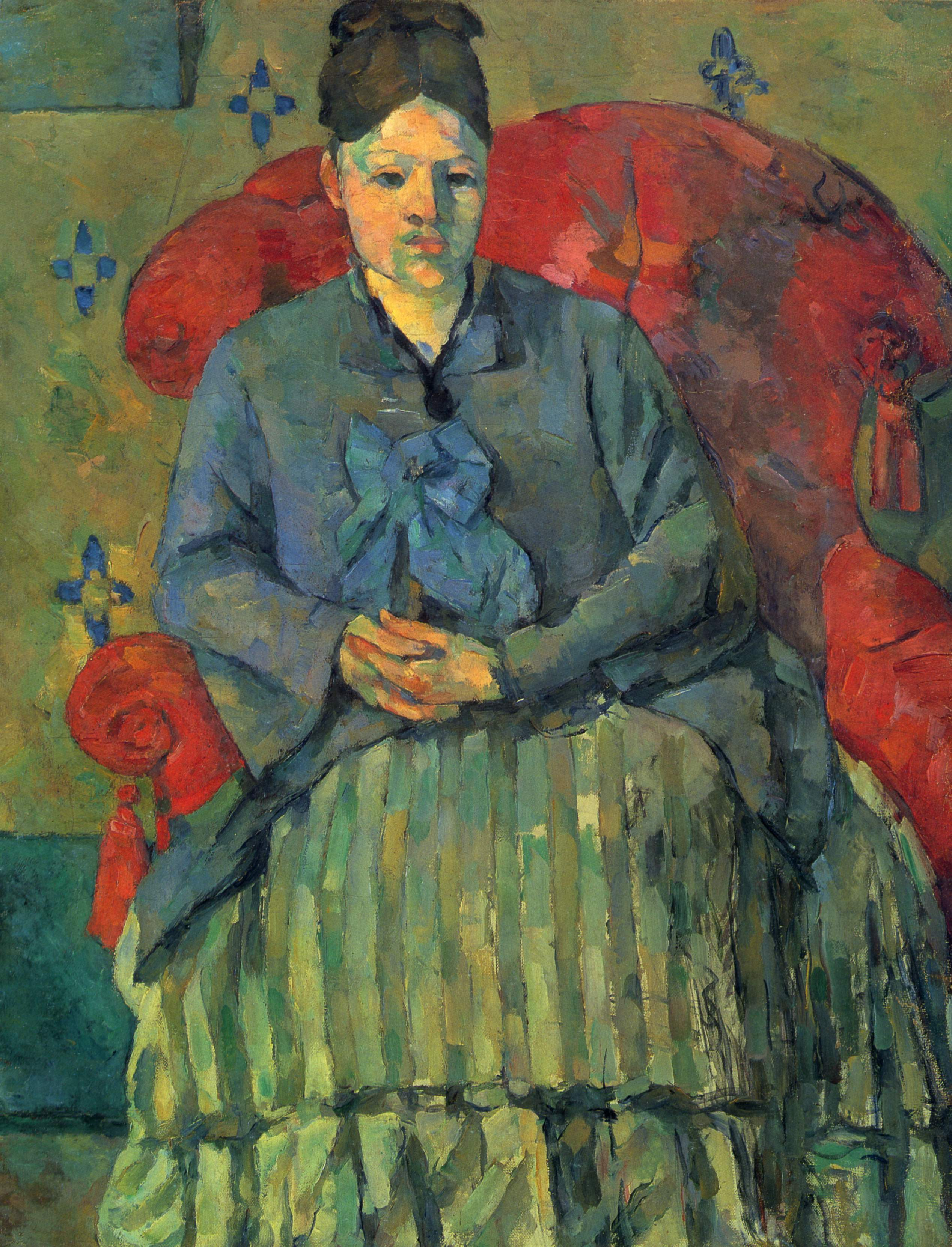
『赤い肘掛け椅子のセザンヌ夫人』1877年頃。72.5×56cm。ボストン美術館。
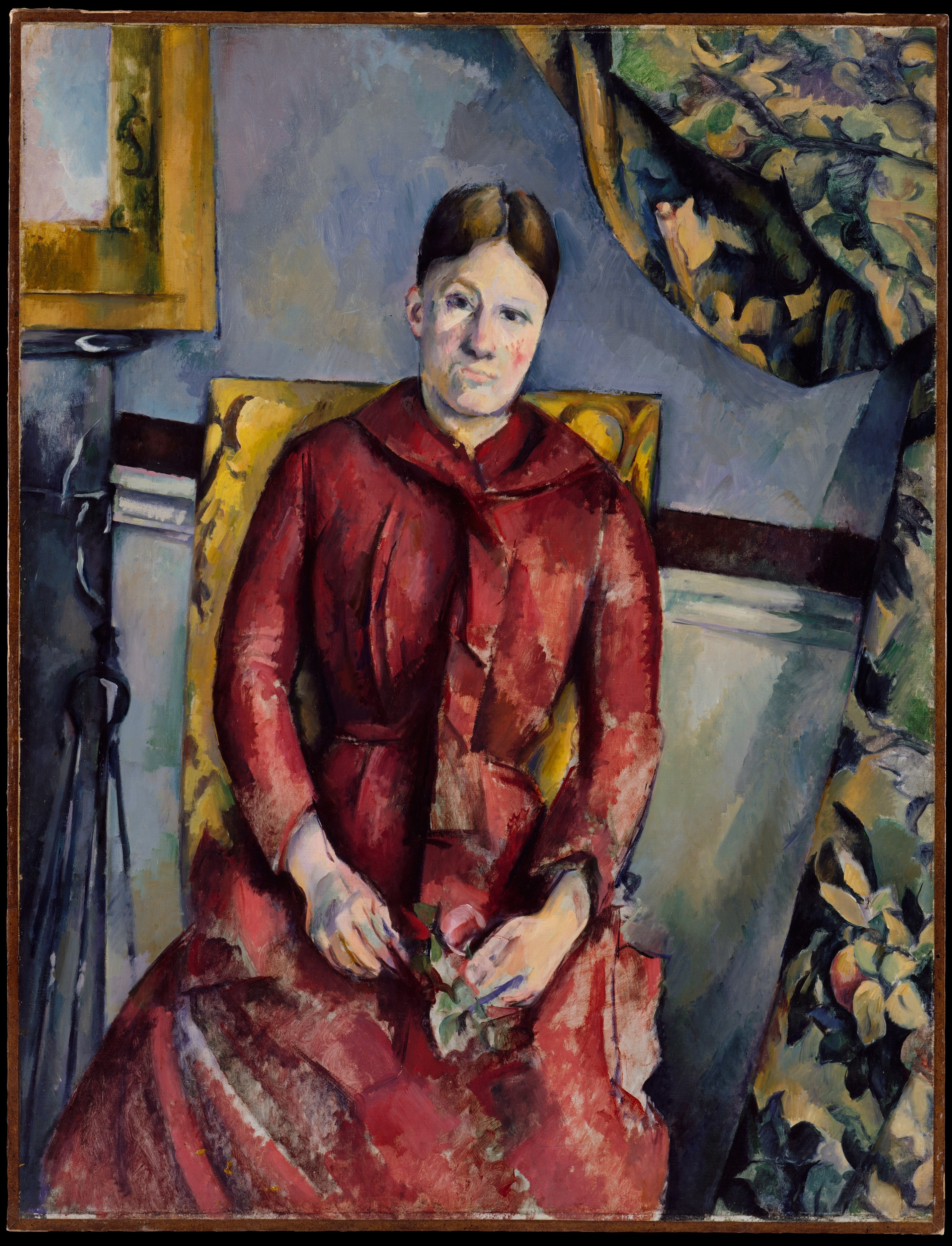
『赤い服を着たセザンヌ夫人』1888-90年。116×189cm。メトロポリタン美術館。
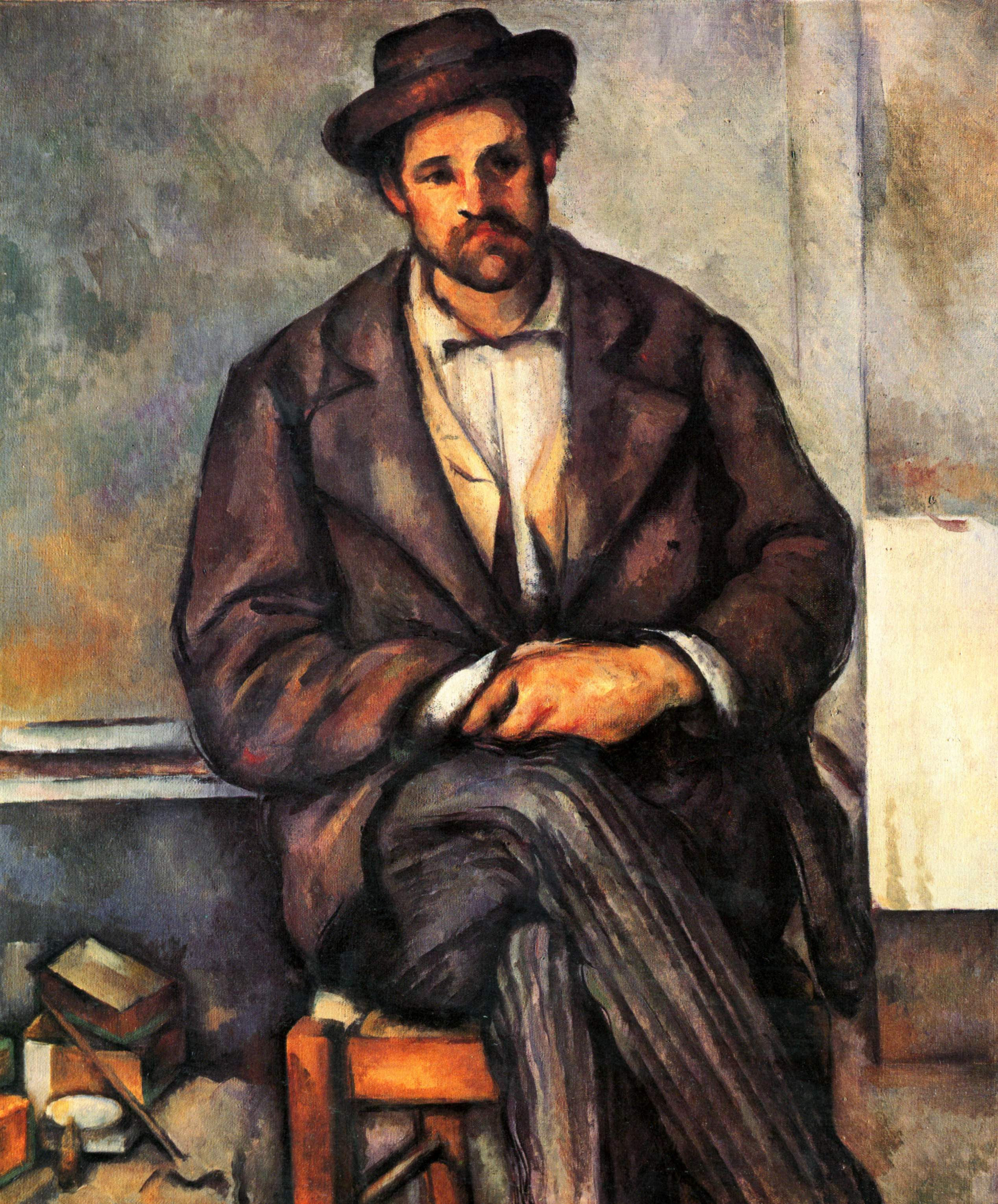
『椅子に座った農夫』1892-96年。54.6×45.1cm。メトロポリタン美術館。
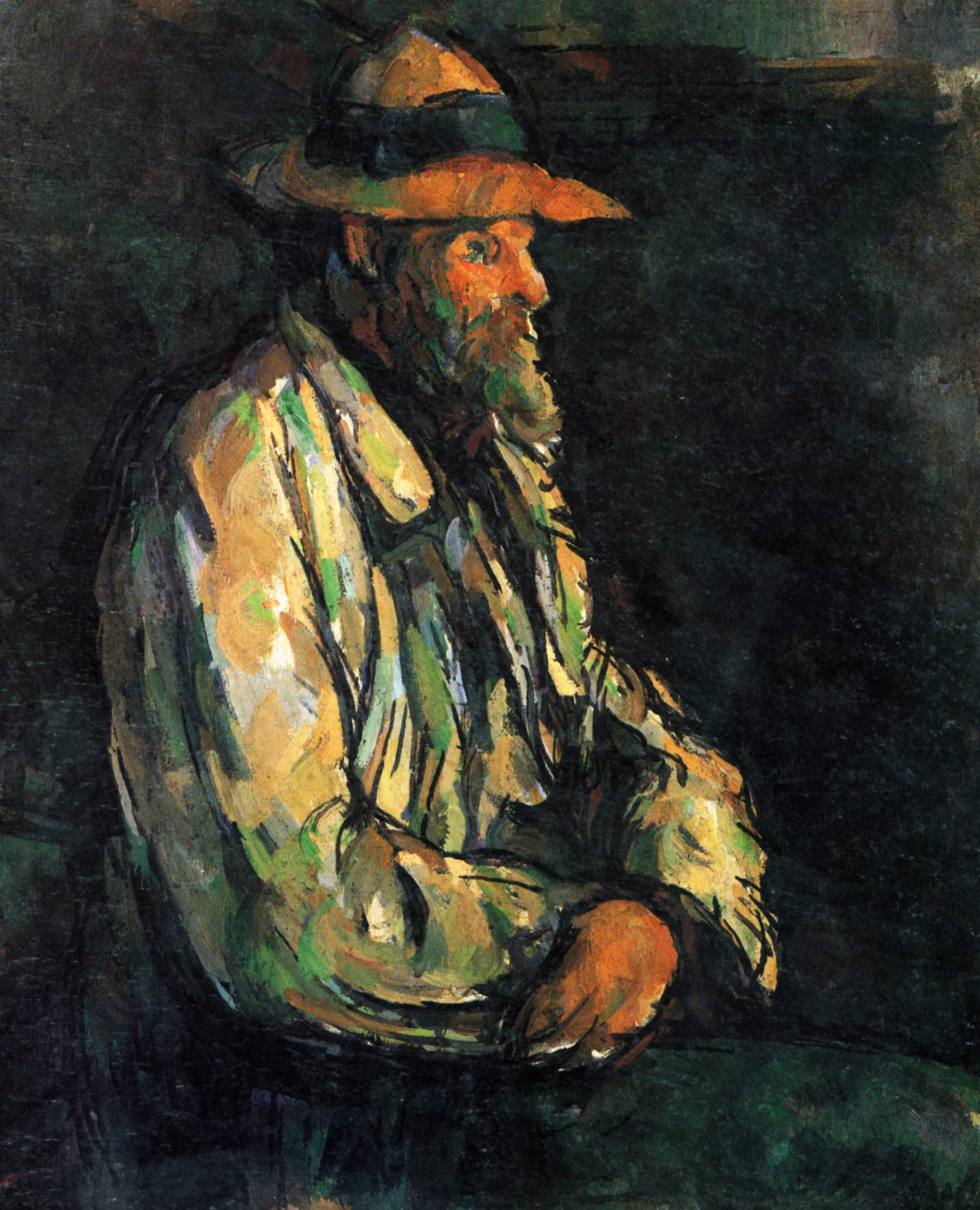
『庭師ヴァリエ』1906年。油彩、キャンバス、65×54cm。個人コレクション。

#### 自画像

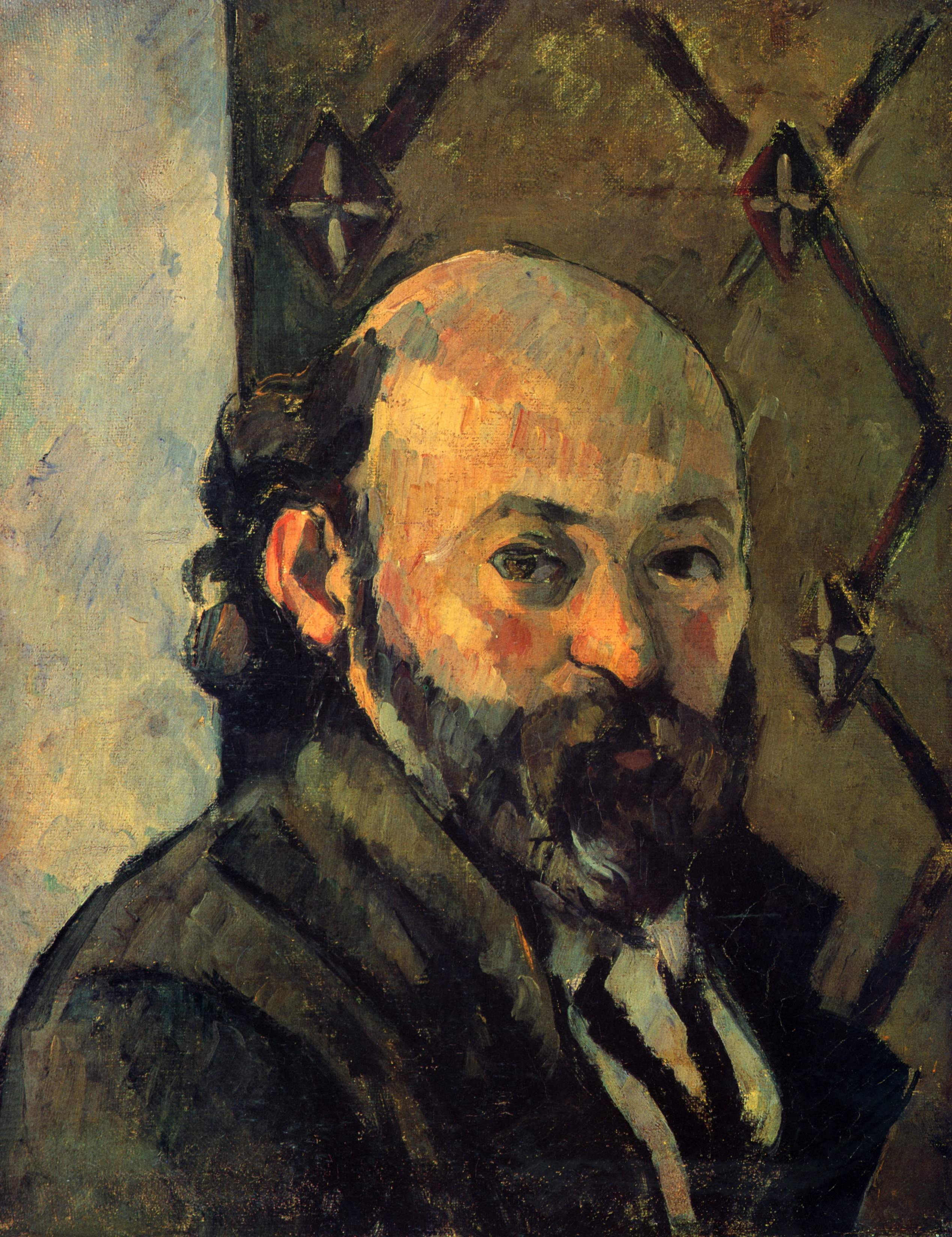
『オリーヴ色の壁紙の自画像』1880-81年。33.6 × 26 cm。ナショナル・ギャラリー (ロンドン)。
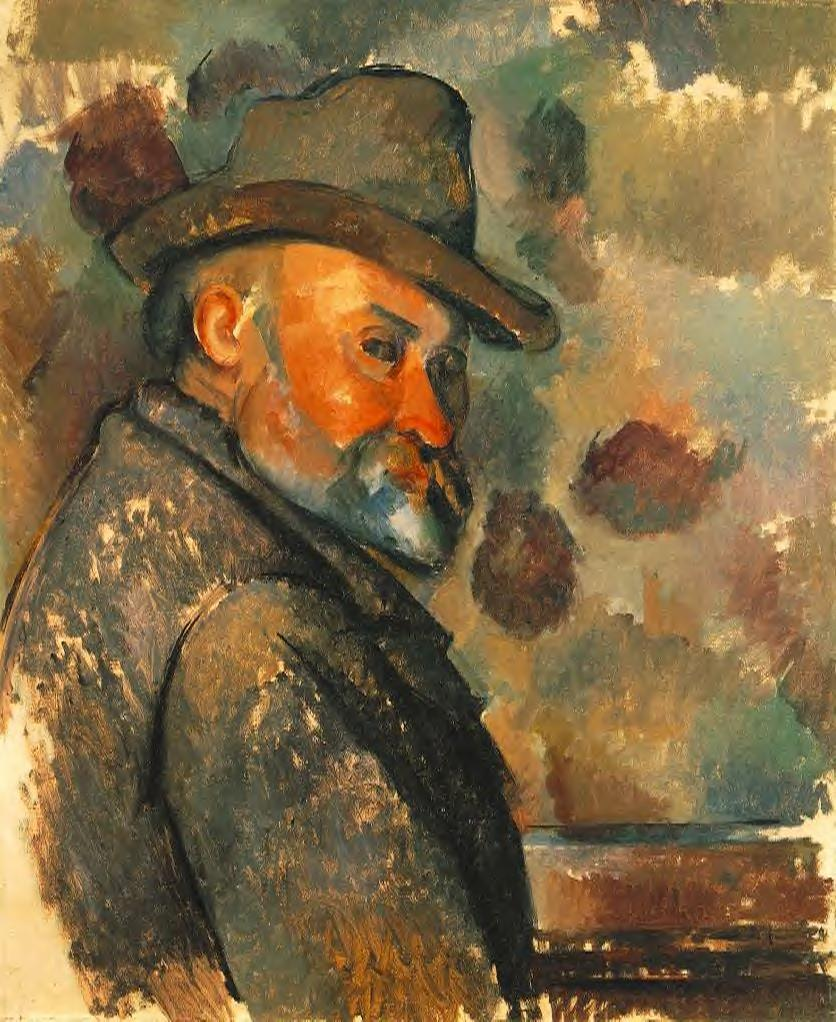
『フェルト帽の自画像』1890-95年。61.2 × 50.1 cm。ブリヂストン美術館。

#### 水浴図
セザンヌは、水浴を主題に多くの連作を制作している。最初は、男女混合で、男性水浴者が森の中で女性水浴者を覗き見するものなど、男女の関わり合いを描くものもあったが、その後、男女は別々に描かれるようになった。男性水浴図は、少年時代にアルク川で水遊びを楽しんだ原体験が投影されており、攻撃性や闘争性が表れている。一方、女性水浴図は、ユートピアでくつろいでいる姿となっている。
マネ、ルノワール、モネ、ドガ、トゥールーズ=ロートレックなどが、近代化の進むパリの情景を好んで描いたのに対し、セザンヌは、そうした近代的情景を好まず、自然を追い求めた。セザンヌの水浴図には、そうしたユートピアへの指向が表れている。
1905年1月にエクスを訪問したR.P.リヴィエールとJ.F.シュネルブに対し、セザンヌは、描きかけの大水浴図（バーンズ・コレクション蔵のもの）について、「1894年から制作しています。クールベのように徹底した厚塗りで描きたいものだ。」と述べている。1904年のベルナールの訪問時には、セザンヌは、ヌードを描くのに、田舎ではモデルを見つけるのが難しいといった理由から、アカデミー・シュイス時代のデッサンを見ながら制作していることを打ち明けている。
マティスは、1899年にヴォラール画廊で『3人の浴女』を購入し、長く制作の手本とし、『生きる喜び』（1905-06年）など多くの裸婦を描いた。

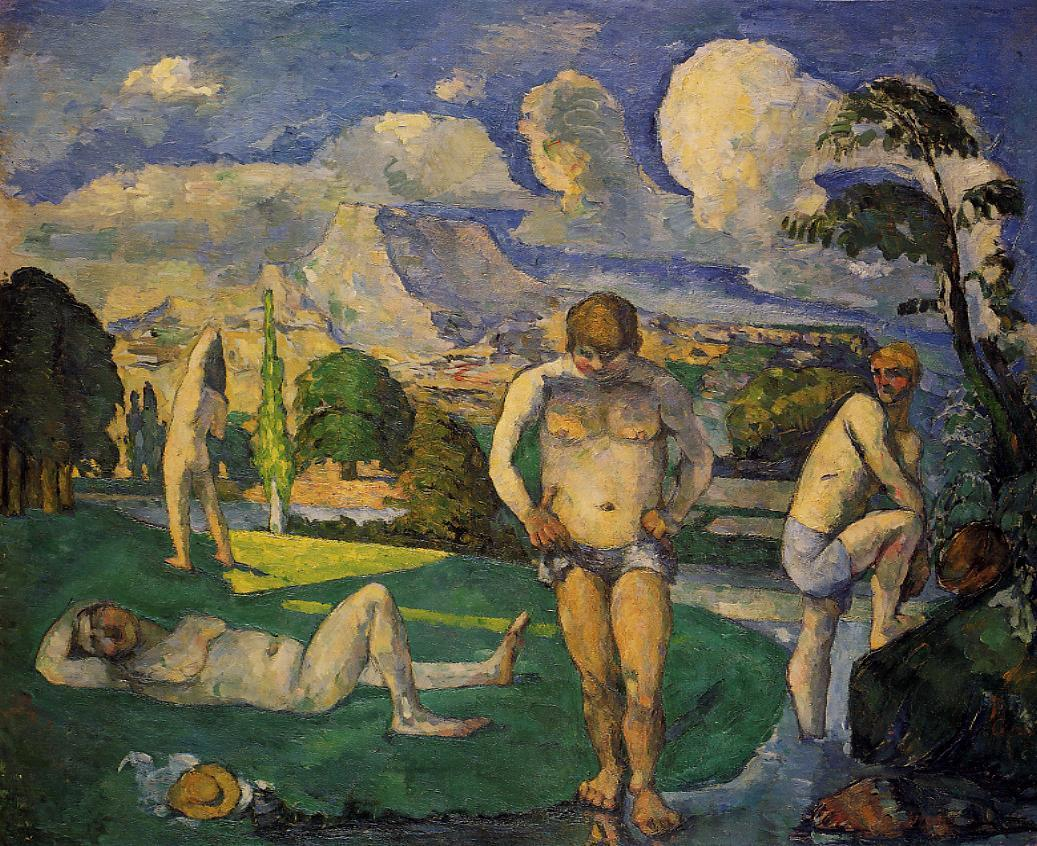
『休息する水浴者（男性水浴）』1876-77年。バーンズ・コレクション。
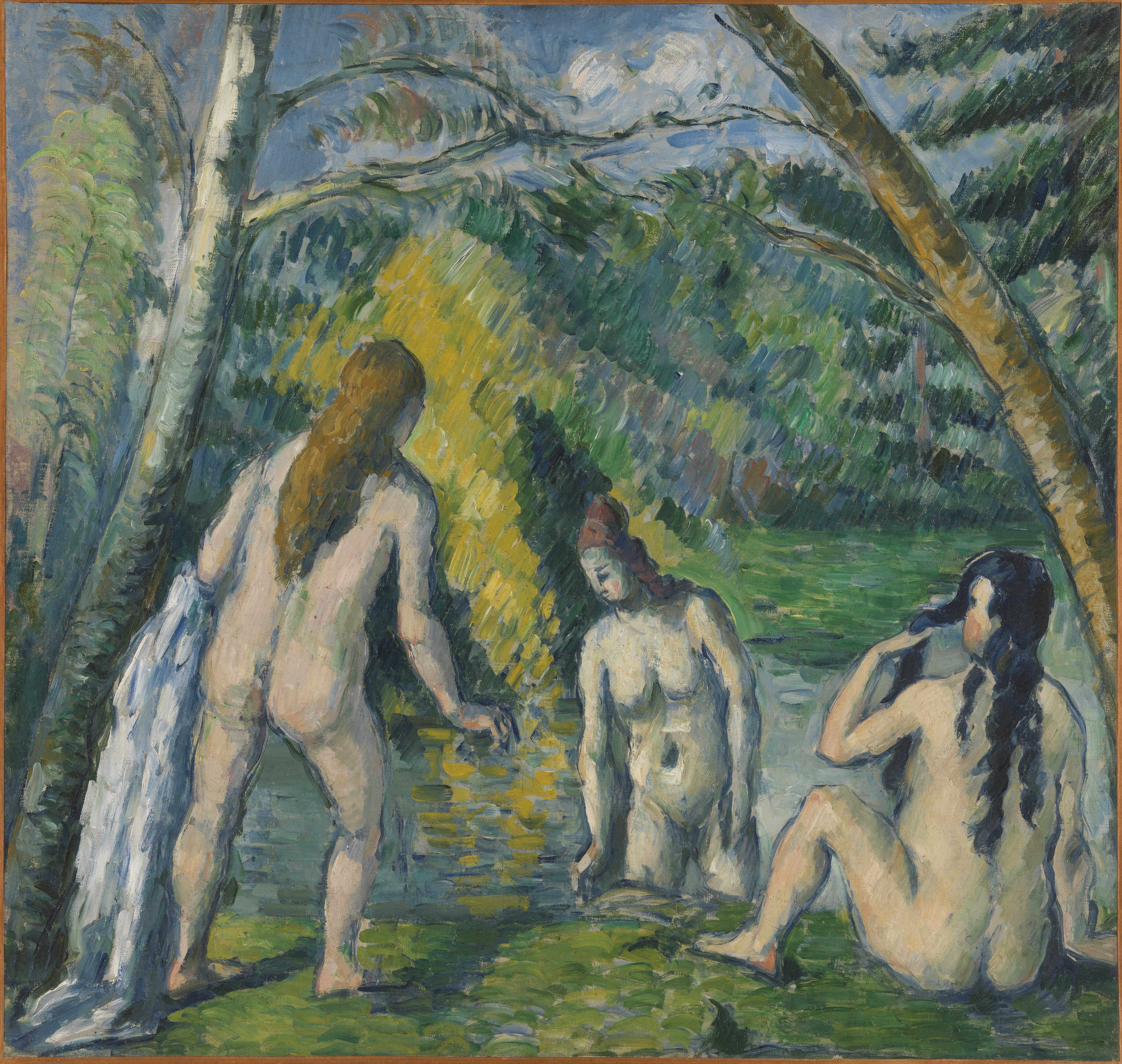
『3人の浴女』1879-82年。プティ・パレ美術館。
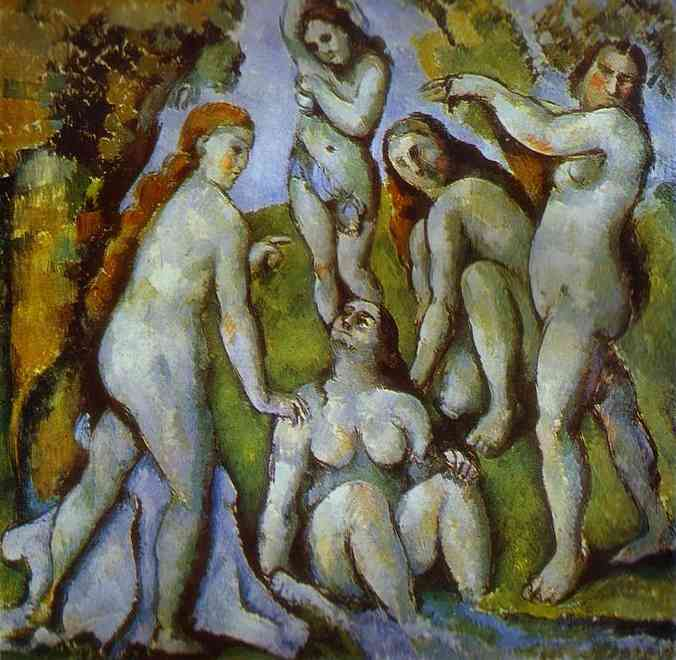
『女性水浴図（5人の浴女）』1885年頃。バーゼル市立美術館。
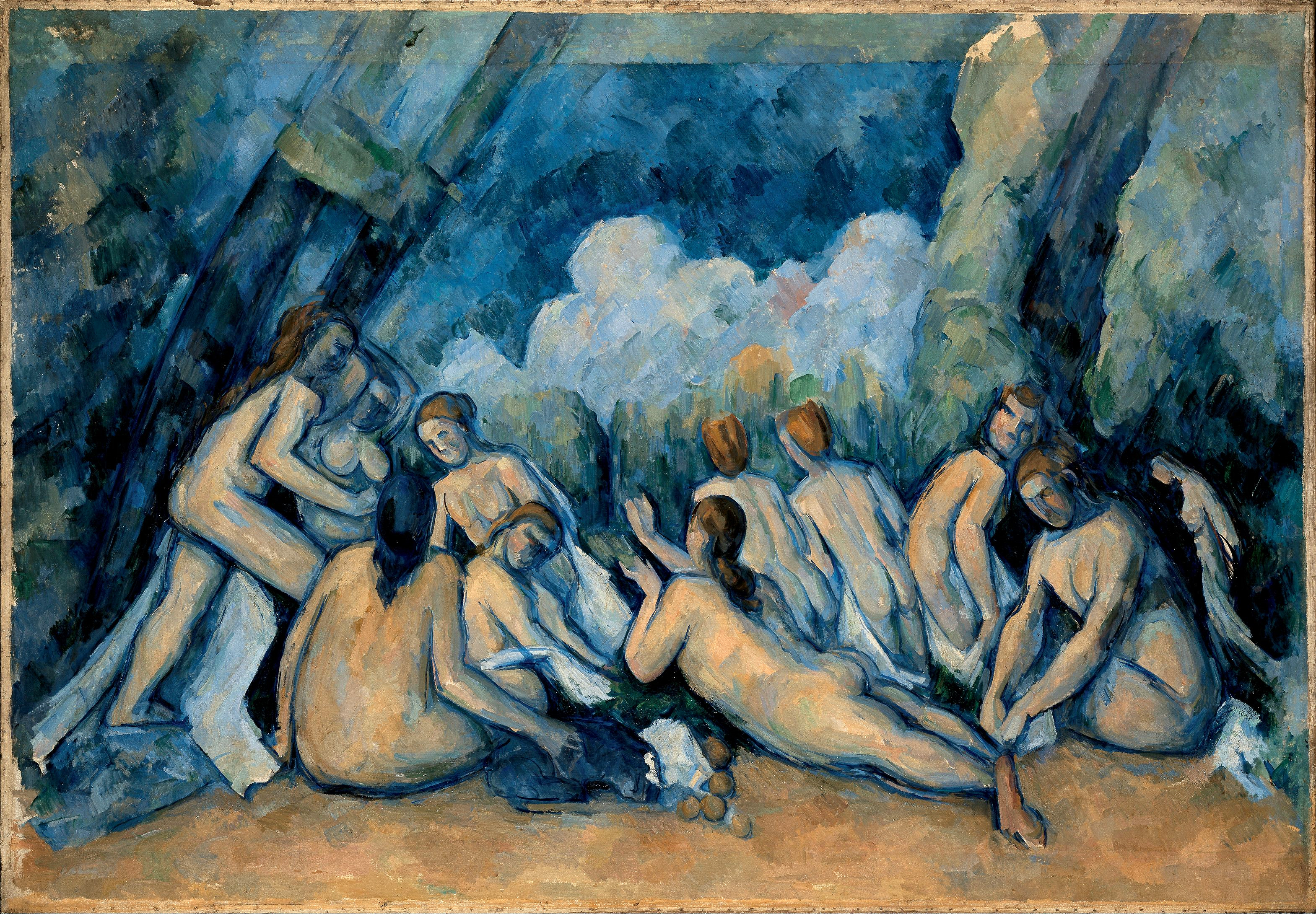
『大水浴図』1894-1905年。ナショナル・ギャラリー (ロンドン)（ロンドン）。
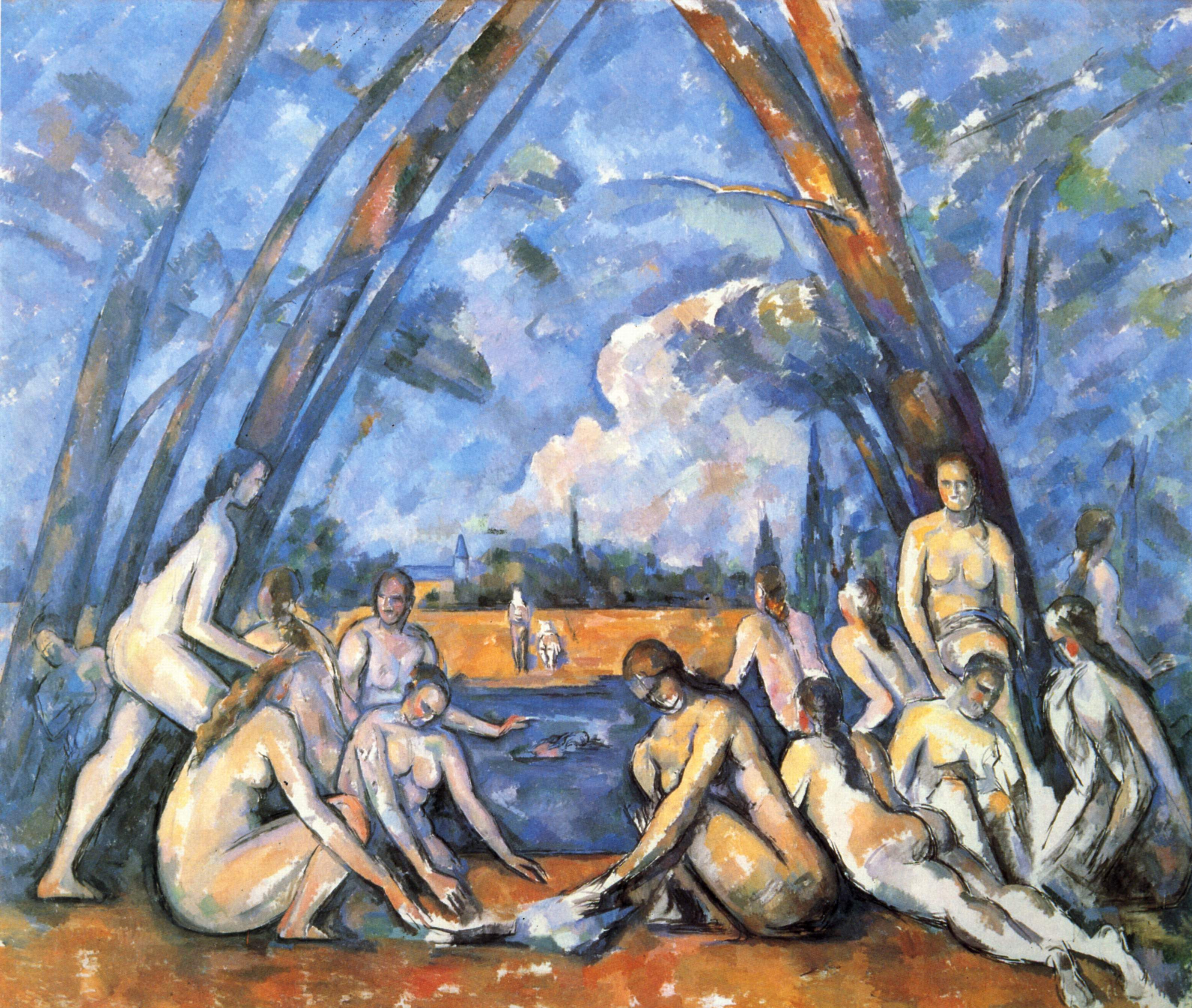
『大水浴図』1906年。フィラデルフィア美術館。

#### 静物画
セザンヌは、初期から、クールベ、マネ、ジャン・シメオン・シャルダンなどを手本に、静物画に熱心に取り組んだ。中でも、ゾラとの少年時代の想い出にも登場するりんごを好んで描いた。もっとも、ヴォラールによれば、制作に時間をかける余り、りんごが腐ってしまい、下絵だけで終わったこともあったという。
晩年には、骸骨を取り入れたヴァニタスも制作している。ベルナールは、1904年のエクス訪問中、セザンヌが毎朝6時から10時半までアトリエで三つの頭蓋骨を描き続け、「まだ足りないのは実現（レアリザシオン）だ」と述べていたのを報告している。
ナビ派の画家ポール・セリュジエは、セザンヌの静物画について、「見る者に皮をむいて食べたいと思わせるのではなく、ただ見るだけで美しく模写したい気持ちにさせる。」と評している。

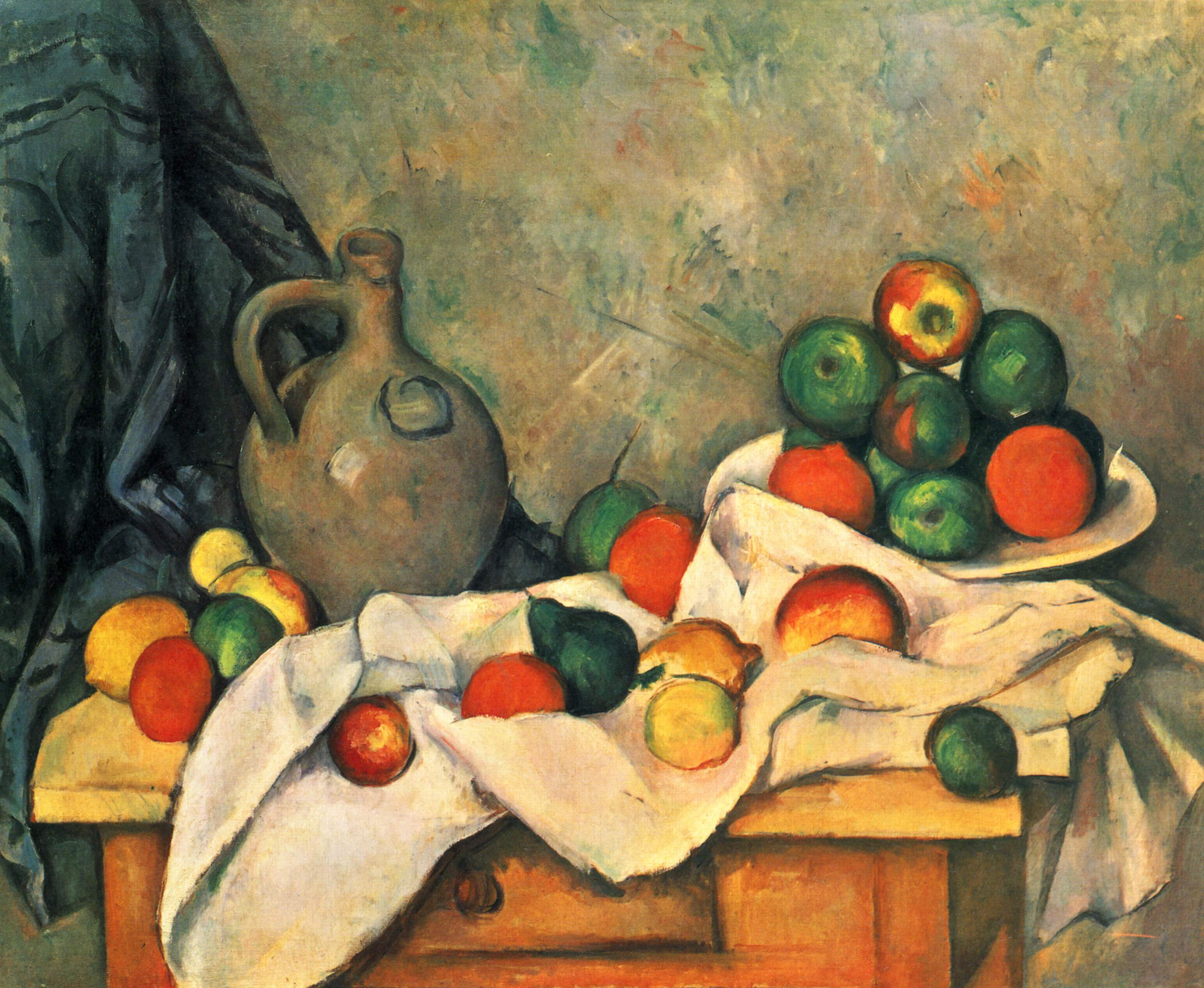
『静物』1893-94年。59×72.4 cm。ホイットニー美術館。
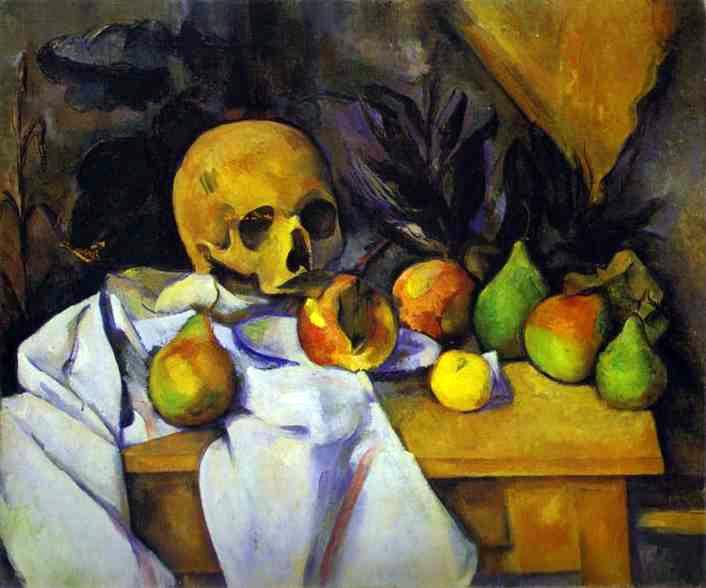
『骸骨のある静物』1895-1900年。
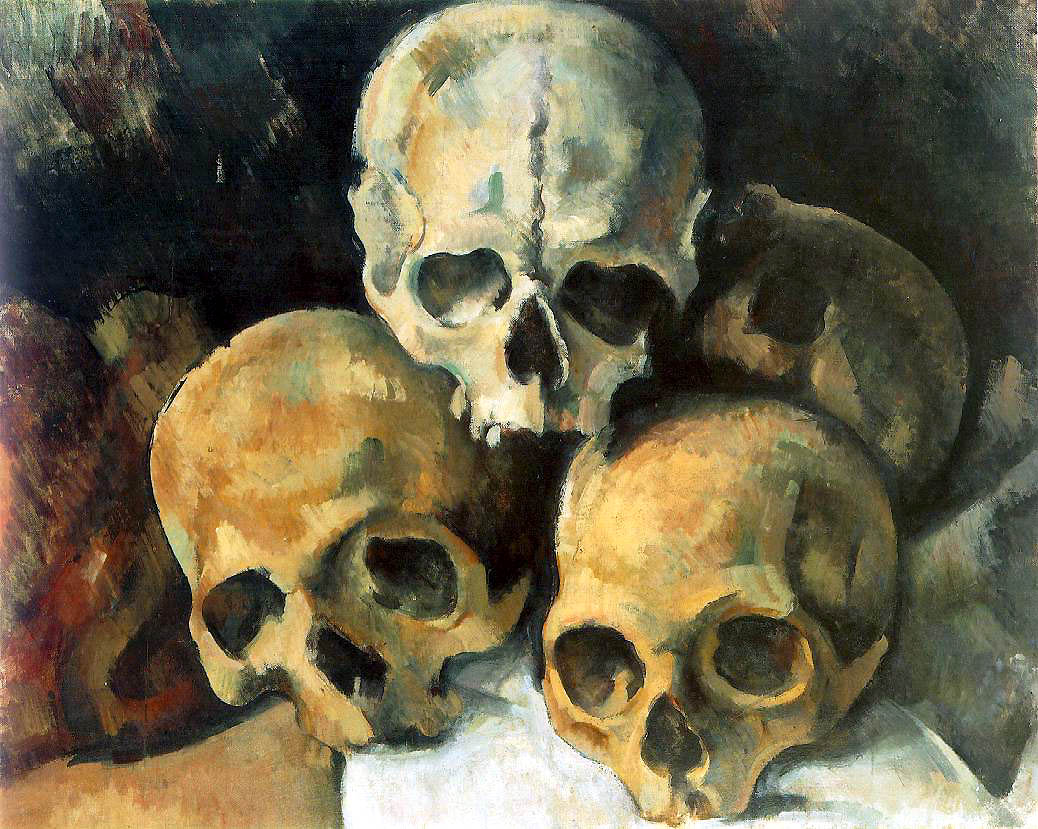
『積み重ねた骸骨（英語版）』1901年。個人コレクション。

#### サント＝ヴィクトワール山

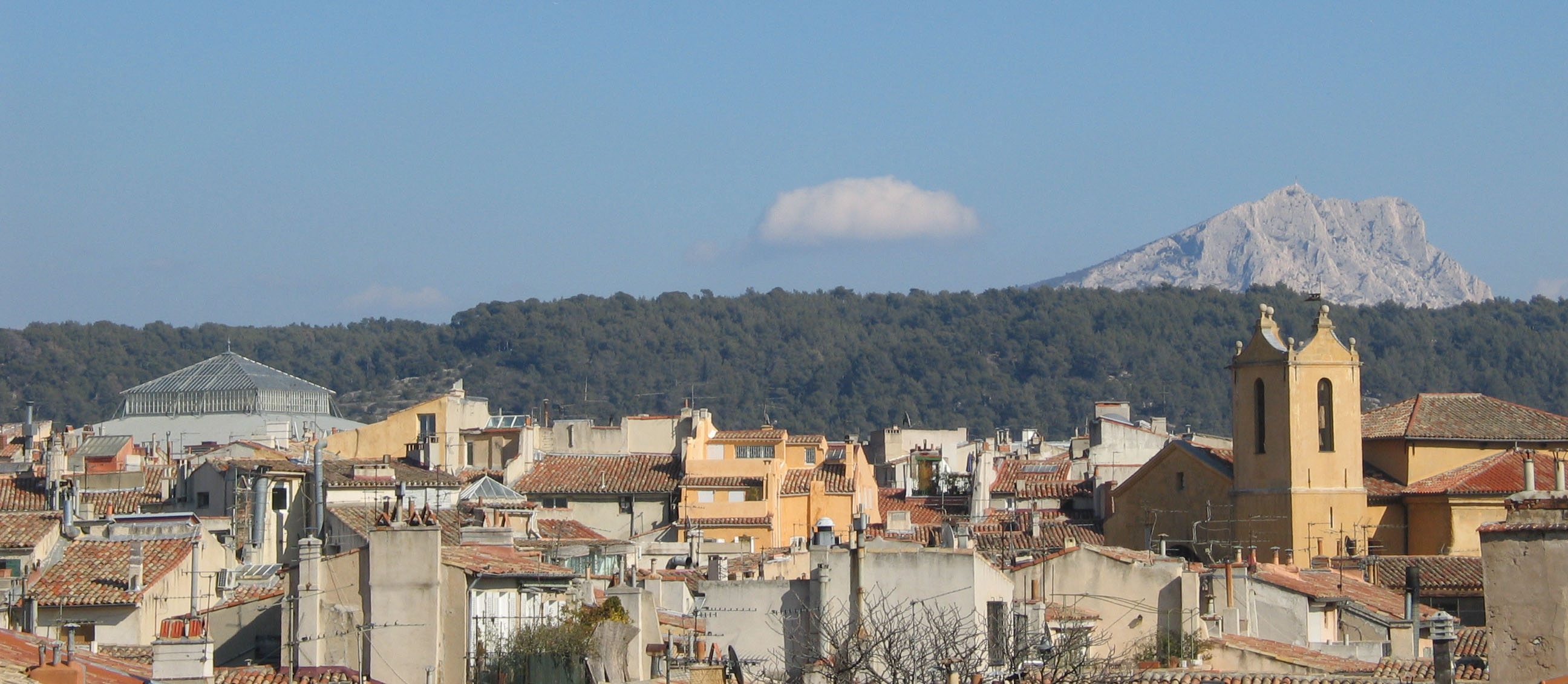
エクス＝アン＝プロヴァンスの町から見たサント＝ヴィクトワール山。

サント＝ヴィクトワール山は、エクスの郊外にある標高1000メートルほどの山である。セザンヌは、1870年に描いた風景画の背景にこの山を取り入れたことがあるが、1880年代半ば以降、この山を重要なモティーフとする連作に取り組むようになった。油絵、水彩、素描で数十点が描かれている。

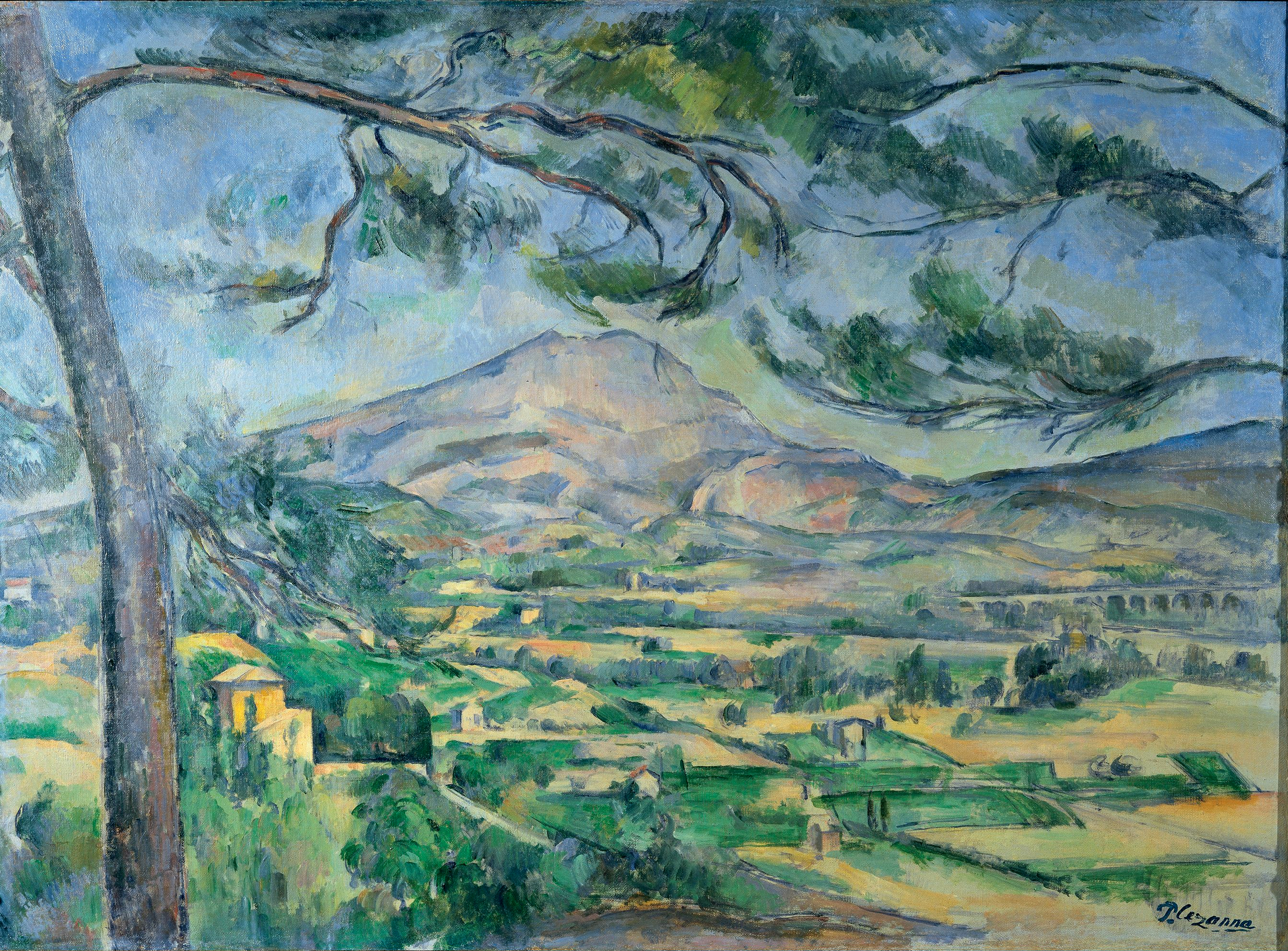
『大きな松のあるサント＝ヴィクトワール山』1887年頃。コートールド・ギャラリー。
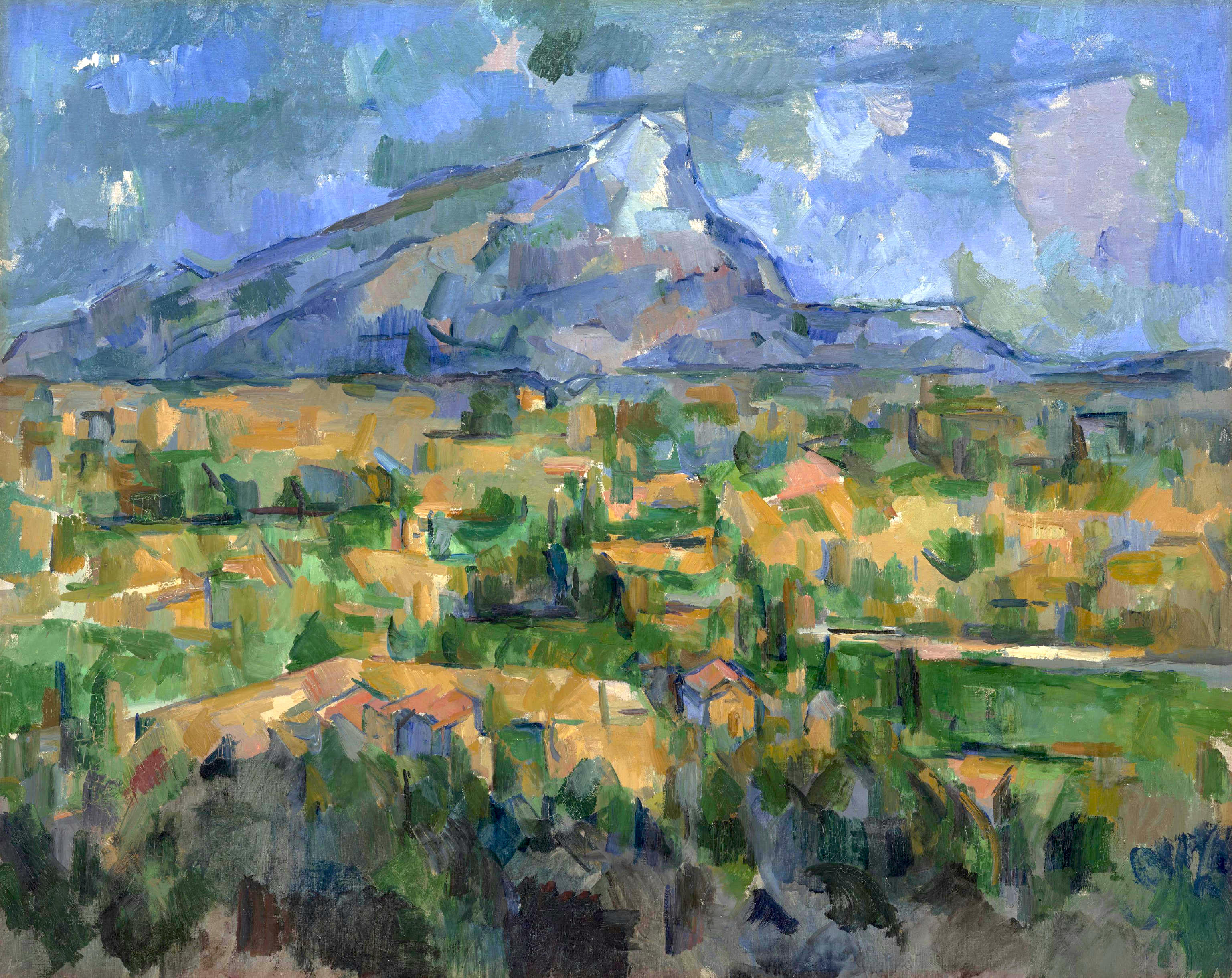
『サント＝ヴィクトワール山』1904年頃。フィラデルフィア美術館。
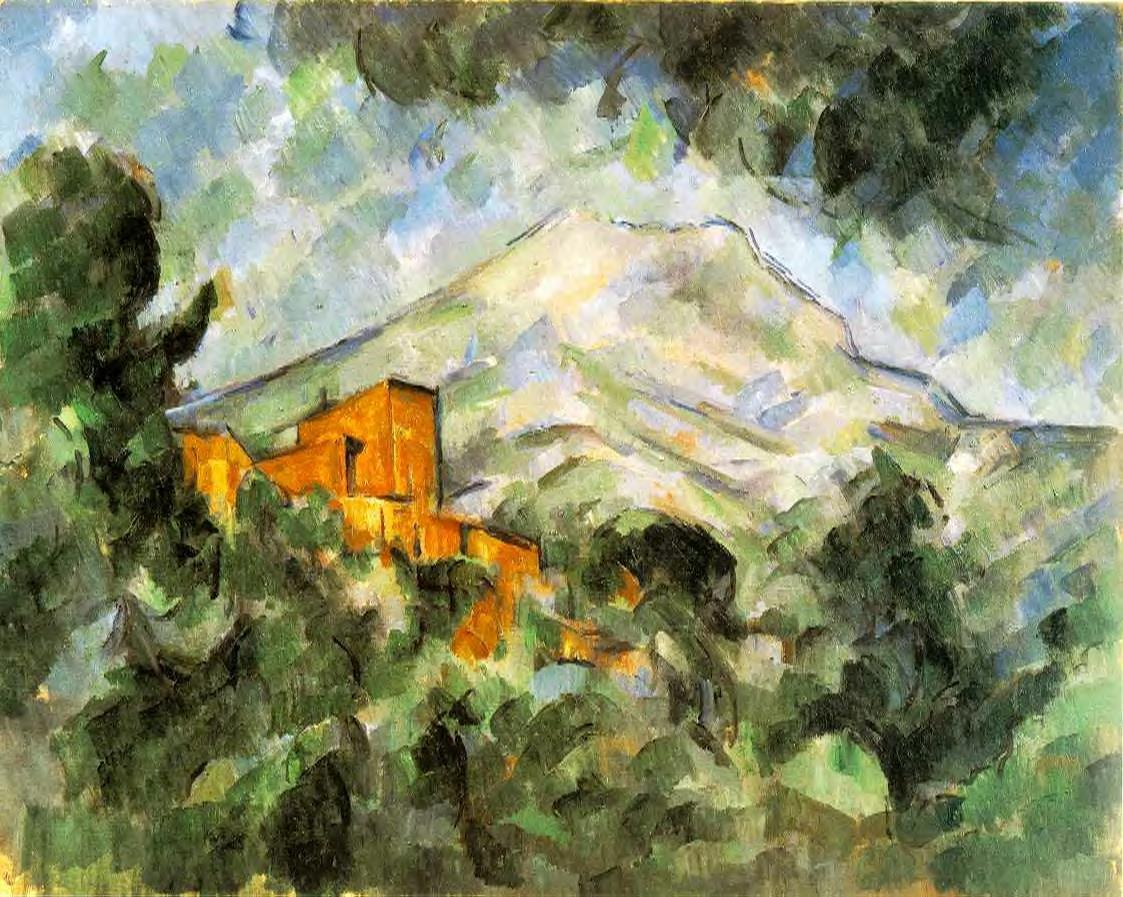
『サント＝ヴィクトワール山とシャトー・ノワール』1904-06年。ブリヂストン美術館。

### 手紙の訳書
- 『セザンヌの手紙』ジョン・リウォルド編（池上忠治訳、筑摩書房・筑摩叢書 1967年、新版1985年／美術公論社 1982年）
- 『セザンヌ＝ゾラ往復書簡 1858－1887』アンリ・ミトラン校訂・解説（吉田典子・高橋愛訳、法政大学出版局・叢書ウニベルシタス、2019年）